# Galéria
 (août 2021).
Pour les articles homonymes, voir Galéria (homonymie).
Galéria est une commune française située dans la circonscription départementale de la Haute-Corse et le territoire de la collectivité de Corse.

## Géographie

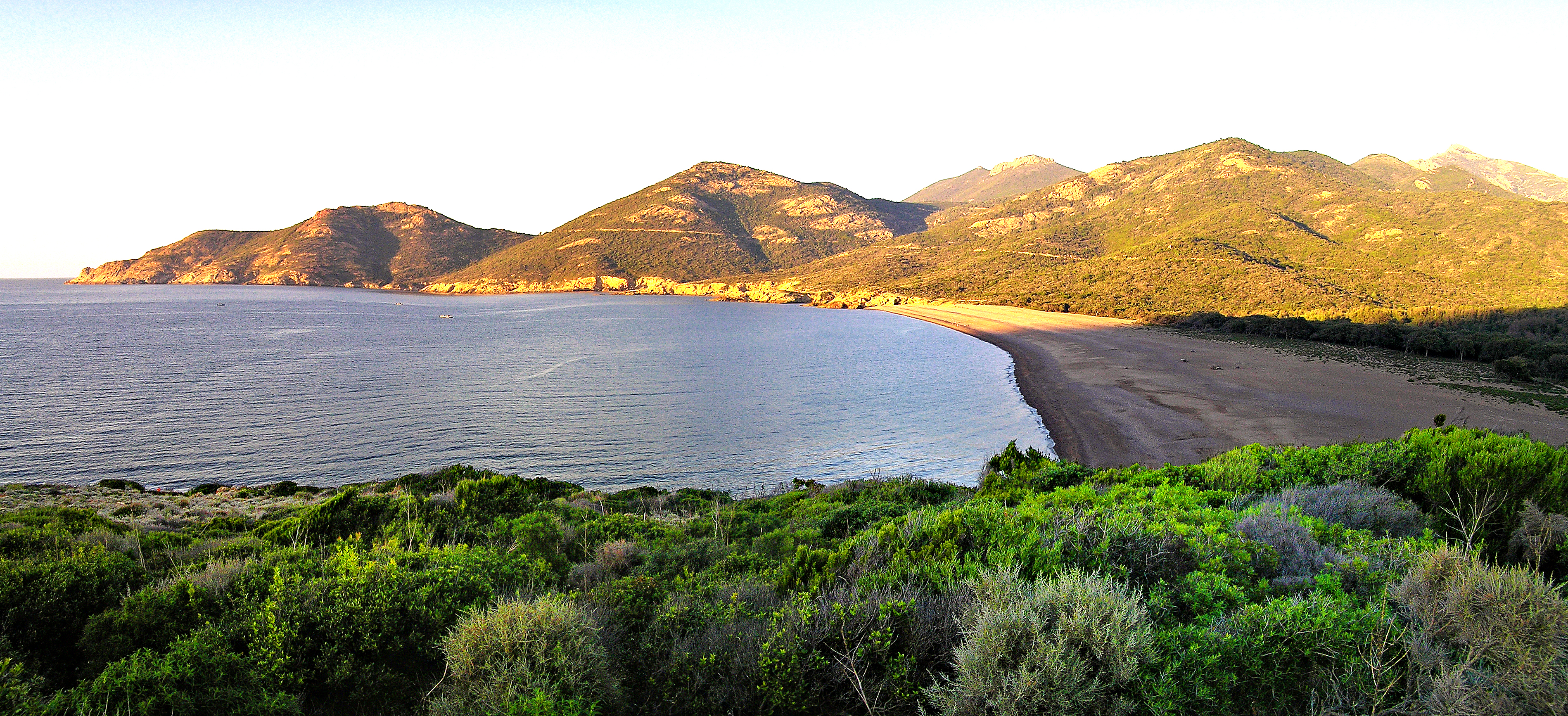
Golfe de Galéria.

### Localisation
Galéria est une commune du Filosorma, sur le littoral occidental de la Corse, au sud de Calvi, au fond du golfe de Galéria auquel il a donné son nom et où se situe l'embouchure du Fango. C'est une station touristique au sud de la Balagne, proche de la Réserve naturelle de Scandola et limitrophe du département de la Corse-du-Sud.
Galéria occupe l'extrémité nord-ouest du parc naturel régional de Corse, dans un de ses territoires de vie nommé « Falasorma-Marsolinu ». Au XVIe siècle, son territoire se trouvait dans l'ancienne piève de Chiomi inhabitée à l'époque.

### Géologie et relief

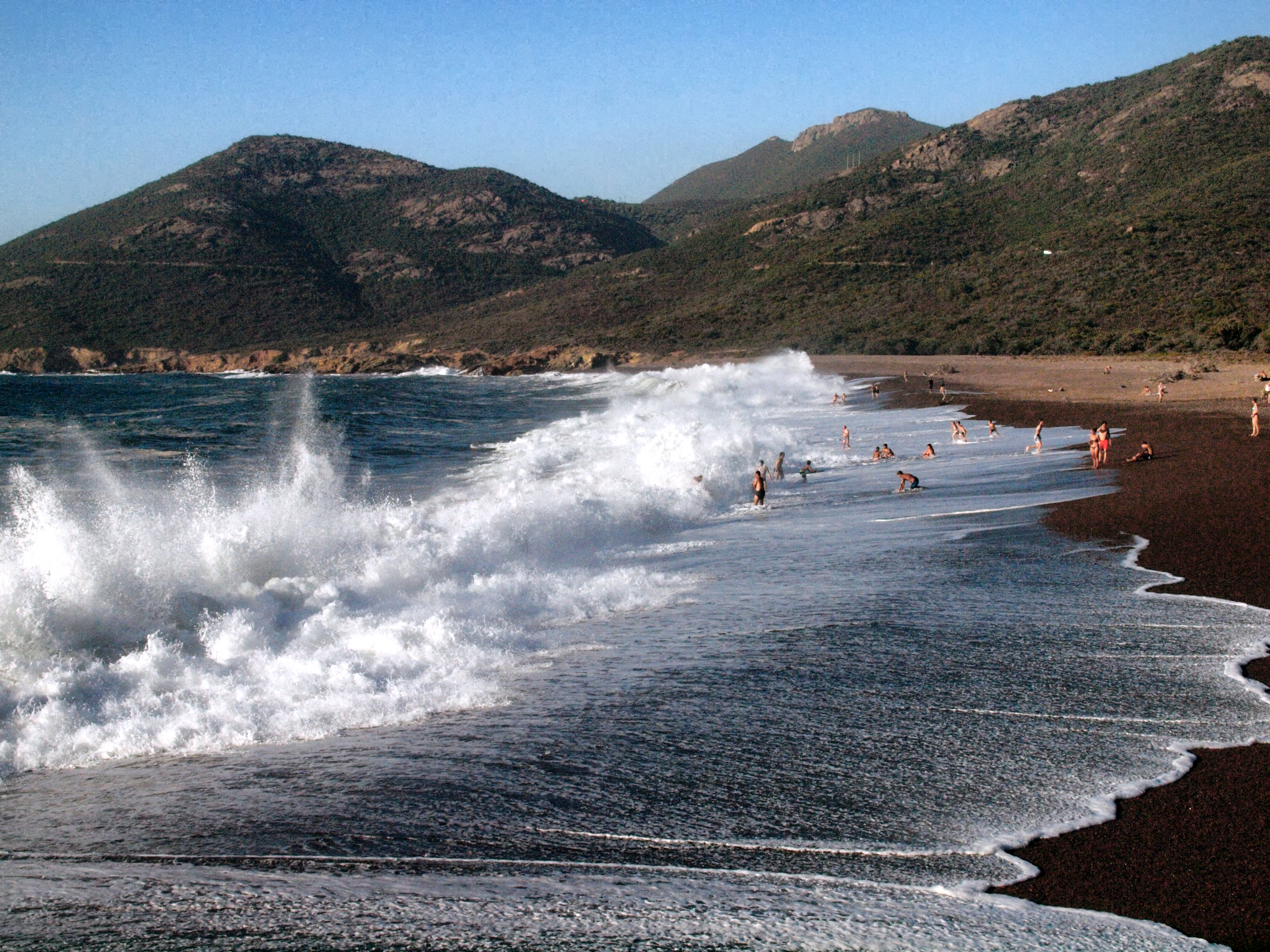
Plage de la Riciniccia

Le vaste territoire communal se situe dans la « Corse granitique » à l'ouest du sillon dépressionnaire central de l'île. Le sol est granitique sur la majeure partie du territoire ; granit rouge et porphyre rouge rendent le paysage (collines, côte et plages) très coloré, comme pour les « piscines naturelles » le long du fleuve Fango. Il s'étend sur les basses vallées du Fango et du Marsolinu son affluent.

#### Façade maritime

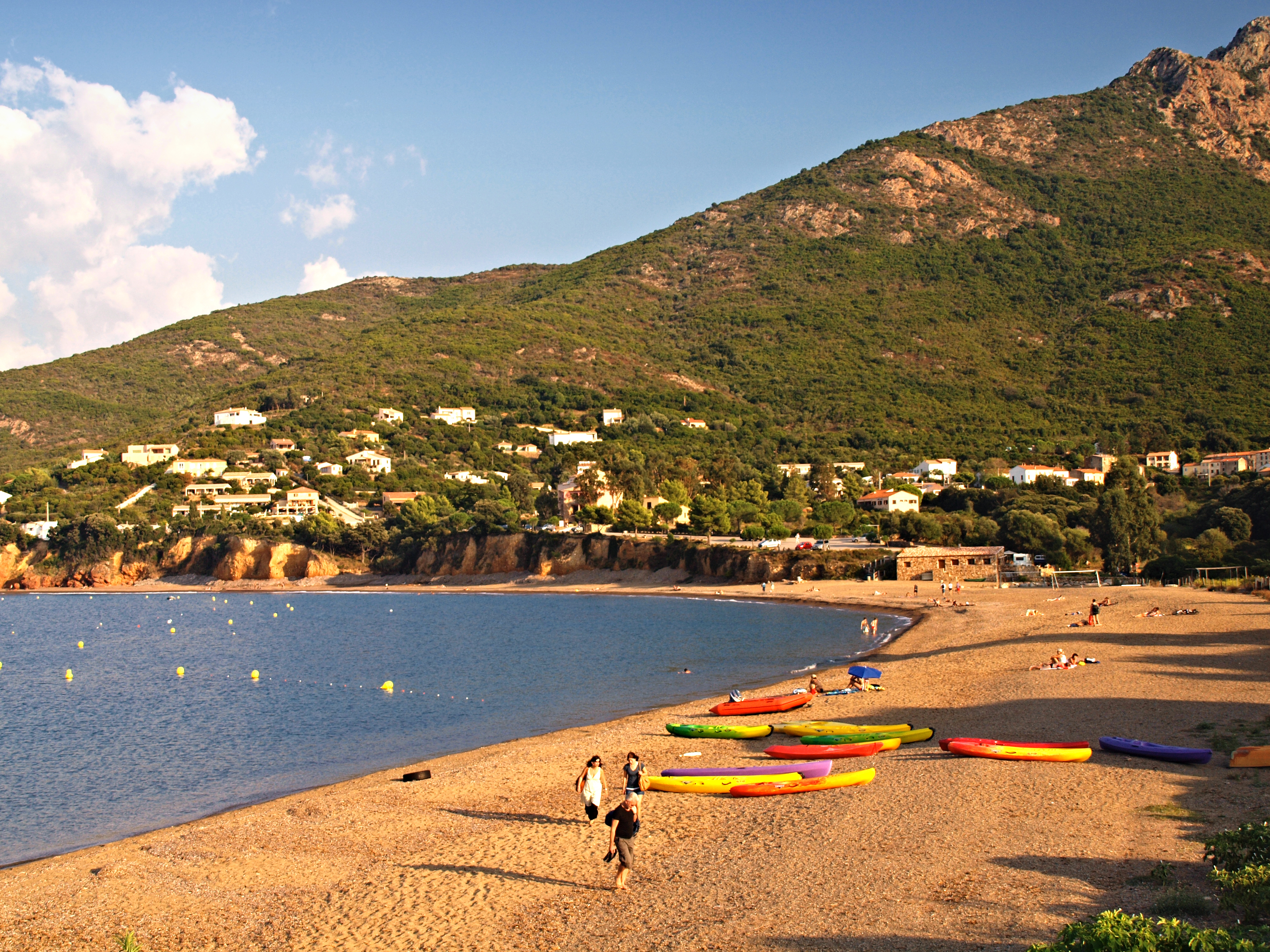
Plage de la Marine

À l'ouest, la commune possède une façade maritime, limitée au nord par l'embouchure du ruisseau de Cardiccia à L'Argentella, et au sud par la Punta Nera. C'est une côte inhospitalière, dotée d'un petit port abri à Galéria, et de deux grandes plages de sable rose : la plage de la Marine et la plage de la Tour. Entre les deux, se trouve un promontoire rocheux sur lequel s'élève une tour génoise ruinée, en partie restaurée.
La côte comporte quelques îlots tels Ciuttonu (le 1er îlot à l'est a une superficie de 557 m2), et les îlots de Mursetta dont l'îlot nord, le plus grand avec une superficie de 8 295 m2, a une hauteur de 26 m.

#### Limites terrestres
Ses limites terrestres au nord sont le ruisseau de Cardiccia jusqu'au Capu di L'Argentella (813 m) au pied duquel le ruisseau prend sa source. Elles se poursuivent vers les petits hameaux de Cerchisani et de Porta Vecchia aux abords de la D81 pour repartir ensuite sur une ligne de crêtes passant par la Bocca a u Ghineparu, le Capu Caviglia (Calenzana - 893 m), la Bocca d'Avulanu, le Capu Cardellu (1 087 m), le Capu-di-Vegnu (Calenzana - 1 388 m), la Punta di Bonassa jusqu'au Capu Formiculaghiu (1 713 m) l'extrémité orientale de la commune. Elles suivent ensuite la crête de Muntunaghiu, passent par la Punta a Scala (Manso - 1 409 m), la Punta a u Corbu (Manso - 1 123 m), la Bocca di Luca, la crête de Chiumi - Punta-di-Chiumi (727 m) pour redescendre jusqu'à Ponte Vecchiu, un pont génois praticable sur le Fango.
De ce pont, les limites sont matérialisées par le cours du Fango en amont, jusqu'à sa confluence avec le ruisseau de Perticatu, le cours du dit-ruisseau jusqu'à la Bocca di Melza. Elles repartent ensuite vers le Capu Manganellu (1 023 m), la crête jusqu'à la Punta Salisei (927 m), la Punta di Capu Tondu (825 m), le col de Palmarella à 408 m d'altitude sur la D81, la Punta di a Listerniccia, le Capu Licchia (Osani) jusqu'à la mer à la Punta Nera.

### Hydrographie

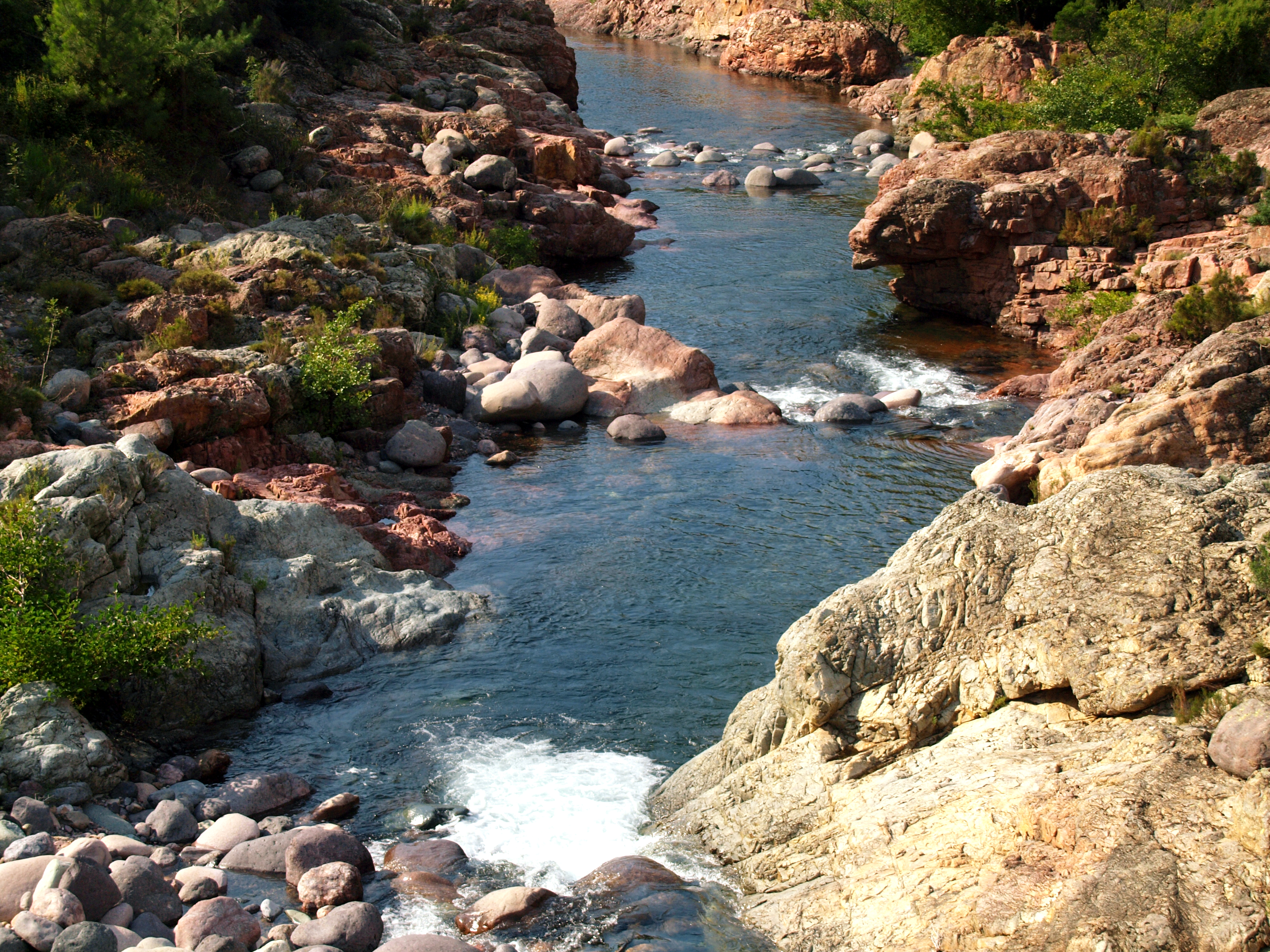
Le Fango

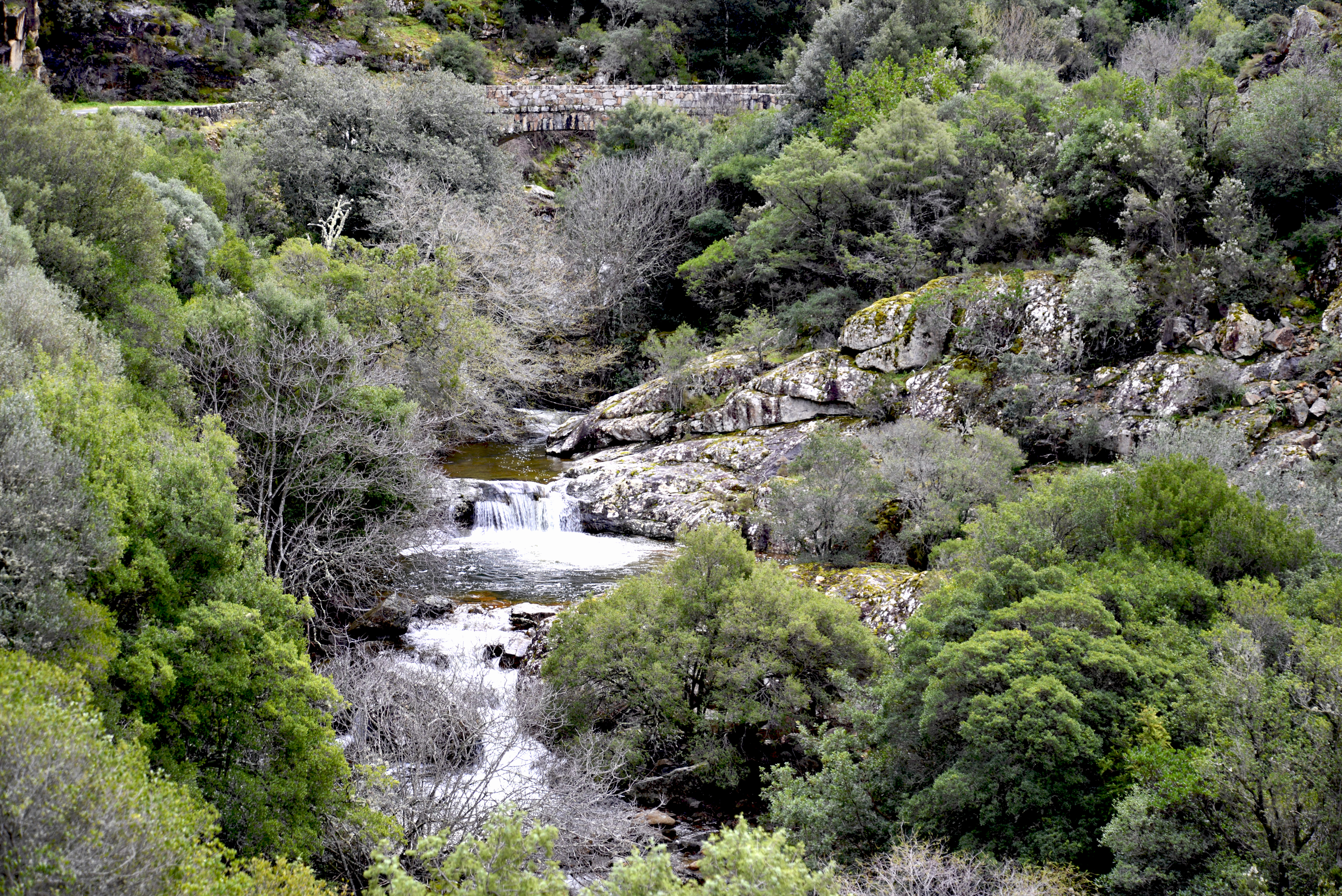
Le ruisseau de Tetti au pont de Calancone (route D81)

Le Fango descendant de Manso, traverse la commune pour se jeter à la mer dans le golfe de Galéria. Il crée une zone humide au Pianu di l'Olmu peu avant son embouchure, nommée Riciniccia, en bordure littorale du site naturel de la vallée du Fango.

Son cours est alimenté par les eaux du ruisseau de Marsolinu, long de 11,7 km, lui-même grossi par celles du ruisseau de Prezzuna, long de 11 km.
Au nord de la commune, coule le ruisseau de Chierchiu affluent du ruisseau de Cardiccia qui se jette à la mer dans la baie de Crovani. Le ruisseau de Cardiccia délimite en partie les communes de Calenzana et de Galéria.
À l'est, le Fango reçoit au nord du hameau du Fango les eaux du ruisseau de Canne lui-même grossi par le ruisseau de Tetti long de 4,7 km, qui prend sa source sur les pentes de la Punta di u Tartavellu.
Au sud, coule le ruisseau de Tavulaghiu, long de 5,1 km, dont l'embouchure se situe au milieu de la plage de Galéria. Sur son cours, à 60 m d'altitude, se trouve le barrage de Calca Tavulaghjiu, d'une longueur d'environ 75 m.
Barrage de l'Argentella
À près d'un kilomètre en amont de l'embouchure, sur le Chierchiu, se dresse le barrage de l'Argentella, construit au milieu du XIXe siècle pour les besoins de l'exploitation des mines de l'Argentella, abandonnées près d'un siècle après.
Barrage de Calca Tavulaghjiu

### Climat et végétation
Galéria jouit d'un climat méditerranéen aux hivers doux et humides et aux étés chauds et secs. Occupant le fond du golfe éponyme, il est ouvert aux vents d'ouest dominants, soufflant parfois impétueusement et sculptant la rase végétation du bord de mer.
La commune est très boisée. La forêt jouit de la protection de l'Ètat depuis 1792 (accords Blondel). La moitié sud de son territoire est couverte par la forêt communale du Filosorma et la forêt territoriale du Fango (Tetti et Perticatu), composées majoritairement de pins maritimes et larici dans les parties hautes. La partie septentrionale est couverte par un maquis méditerranéen dense dans l'ensemble, avec des chênes verts (Cf. Chênaie verte du bassin du Fango), hauts arbousiers et bruyères qui émergent d'un maquis bas sur le littoral (Cf. Maquis du bassin du Fango). Cette dernière, affermée par les Évêchés qui régnaient sur la région, était autrefois une terre de pastoralisme transhumant pour sa glandée.

Les parties non boisées de la basse vallée, présentent des parcelles de terre encore cultivées, mais super pâturées.

### Voies de communication et transports

#### Voies de communication

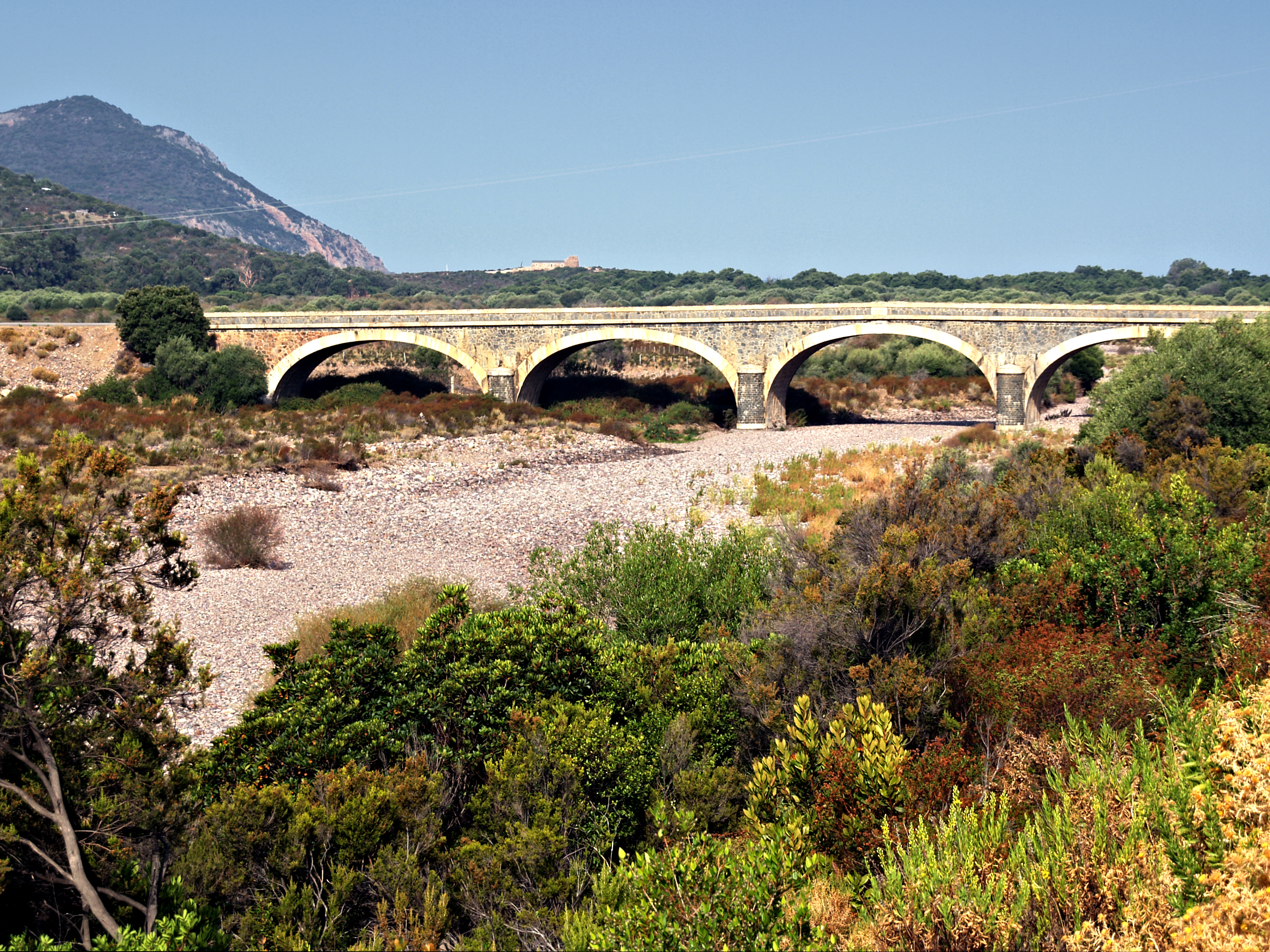
Pont des cinq arcades sur le Fango en été

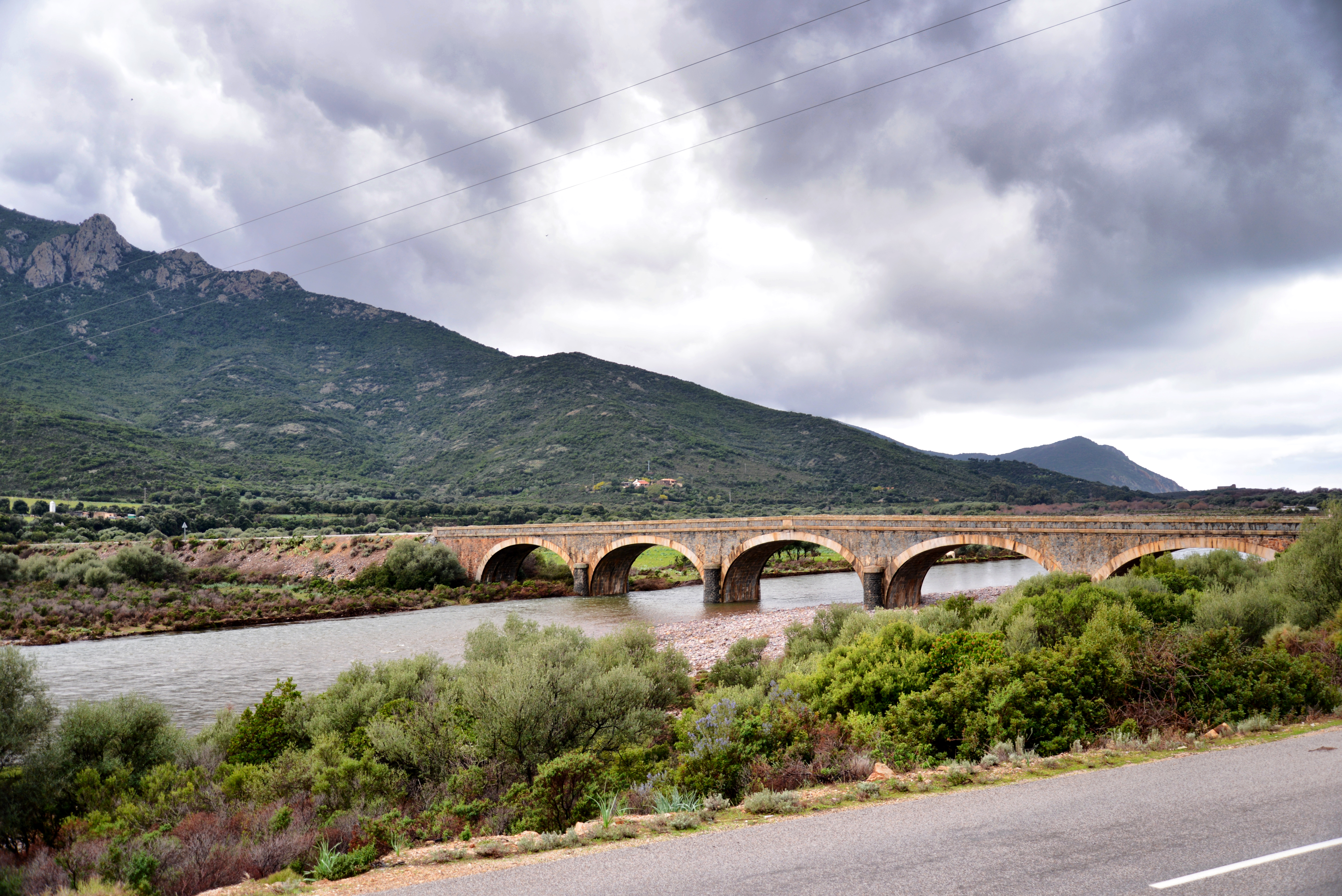
Pont des cinq arcades sur le Fango au lendemain de crue

Qu'on arrive du nord (Calvi) ou du sud (Ajaccio), pour accéder au village de Galéria il faut emprunter la D81 jusqu'au carrefour dit « pont des cinq arcades », et ensuite, prendre la D351 qui se termine en cul-de-sac au port même de Galéria.
On accède également à Galéria depuis Calvi via Luzzipeo en empruntant la D81b, la route du littoral, relativement étroite et plus longue, mais offrant une vue splendide.
Le village est distant, par route, de :
- 15 km de Barghiana,
- 30 km de Calenzana,
- 31 km de Calvi,
- 47 km de l'Île-Rousse,
- 49 km de Porto,
- 61 km de Piana,
- 70 km de Évisa,
- 85 km de Vico,
- 88 km de Ponte-Leccia,
- 92 km de Saint-Florent,
- 109 km de Corte,
- 115 km de Bastia,
- 129 km d'Ajaccio,
- 141 km de Cervione,
- 155 km d'Aléria,
- 160 km de Rogliano,
- 190 km de Propriano,
- 201 km de Sartène,
- 226 km de Porto-Vecchio,
- 252 km de Bonifacio.

#### Transports
Il existe un service de navette « Falasorma - Calvi » mis en place par les mairies de la vallée, chaque mercredi sur réservation, au départ du (Montestremu) via Galéria.
Galéria se trouve à 32 km de la gare de Calvi et de son  port de commerce. L'aéroport le plus proche est celui de Calvi-Sainte-Catherine, distant de 25 km.

## Urbanisme

### Typologie
Au 1er janvier 2024, Galéria est catégorisée commune rurale à habitat dispersé, selon la nouvelle grille communale de densité à sept niveaux définie par l'Insee en 2022.
Elle est située hors unité urbaine et hors attraction des villes,.
La commune, bordée par la mer Méditerranée, est également une commune littorale au sens de la loi du 3 janvier 1986, dite loi littoral. Des dispositions spécifiques d’urbanisme s’y appliquent dès lors afin de préserver les espaces naturels, les sites, les paysages et l’équilibre écologique du littoral, tel le principe d'inconstructibilité, en dehors des espaces urbanisés, sur la bande littorale des 100 mètres, ou plus si le plan local d’urbanisme le prévoit.

### Occupation des sols
L'occupation des sols de la commune, telle qu'elle ressort de la base de données européenne d’occupation biophysique des sols Corine Land Cover (CLC), est marquée par l'importance des forêts et milieux semi-naturels (97,9 % en 2018), une proportion sensiblement équivalente à celle de 1990 (97,3 %). La répartition détaillée en 2018 est la suivante : 
milieux à végétation arbustive et/ou herbacée (76,7 %), forêts (13,5 %), espaces ouverts, sans ou avec peu de végétation (7,7 %), zones agricoles hétérogènes (1,4 %), zones urbanisées (0,4 %), eaux maritimes (0,2 %). L'évolution de l’occupation des sols de la commune et de ses infrastructures peut être observée sur les différentes représentations cartographiques du territoire : la carte de Cassini (XVIIIe siècle), la carte d'état-major (1820-1866) et les cartes ou photos aériennes de l'IGN pour la période actuelle (1950 à aujourd'hui).

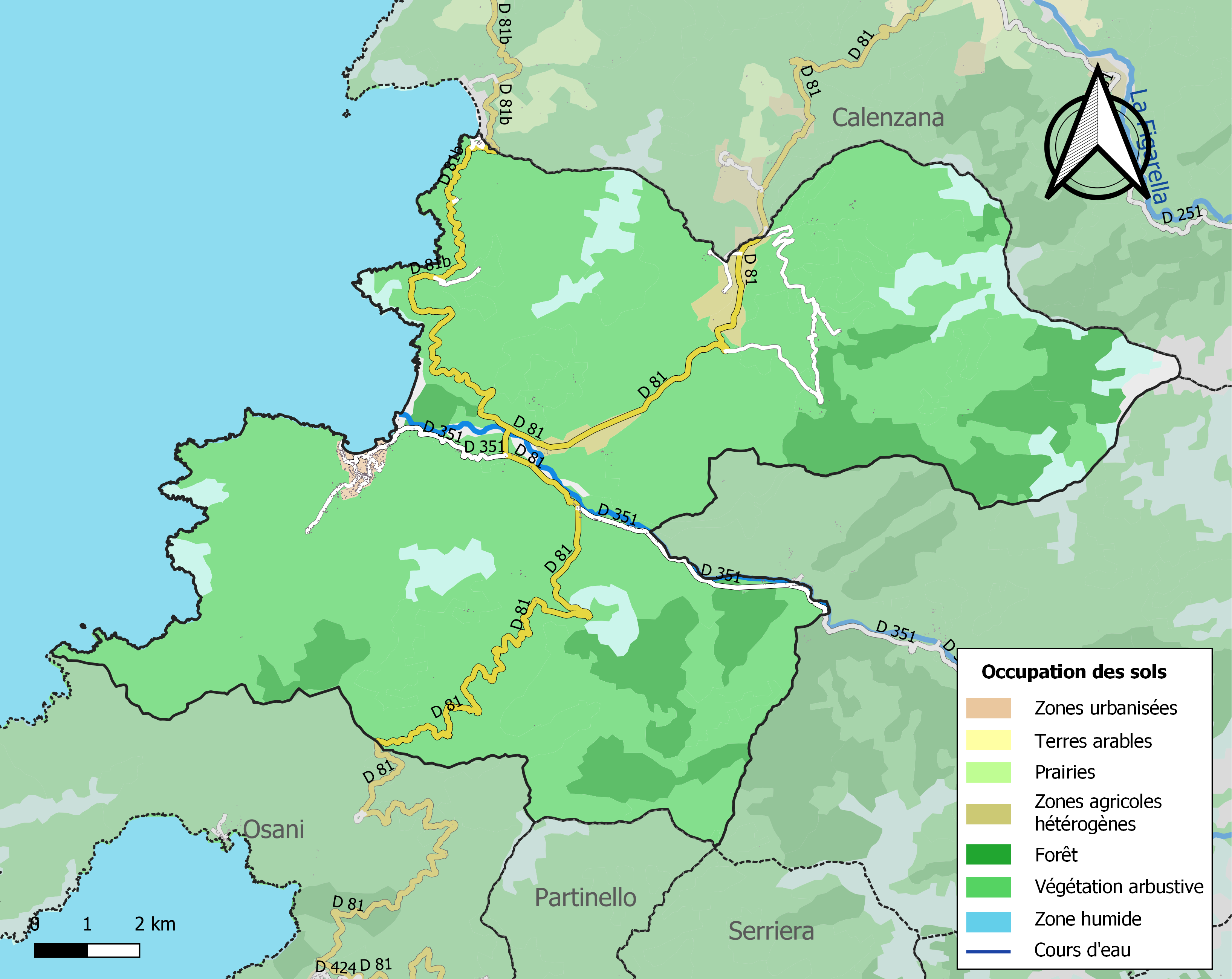
Carte des infrastructures et de l'occupation des sols de la commune en 2018 (CLC).

### Galéria village

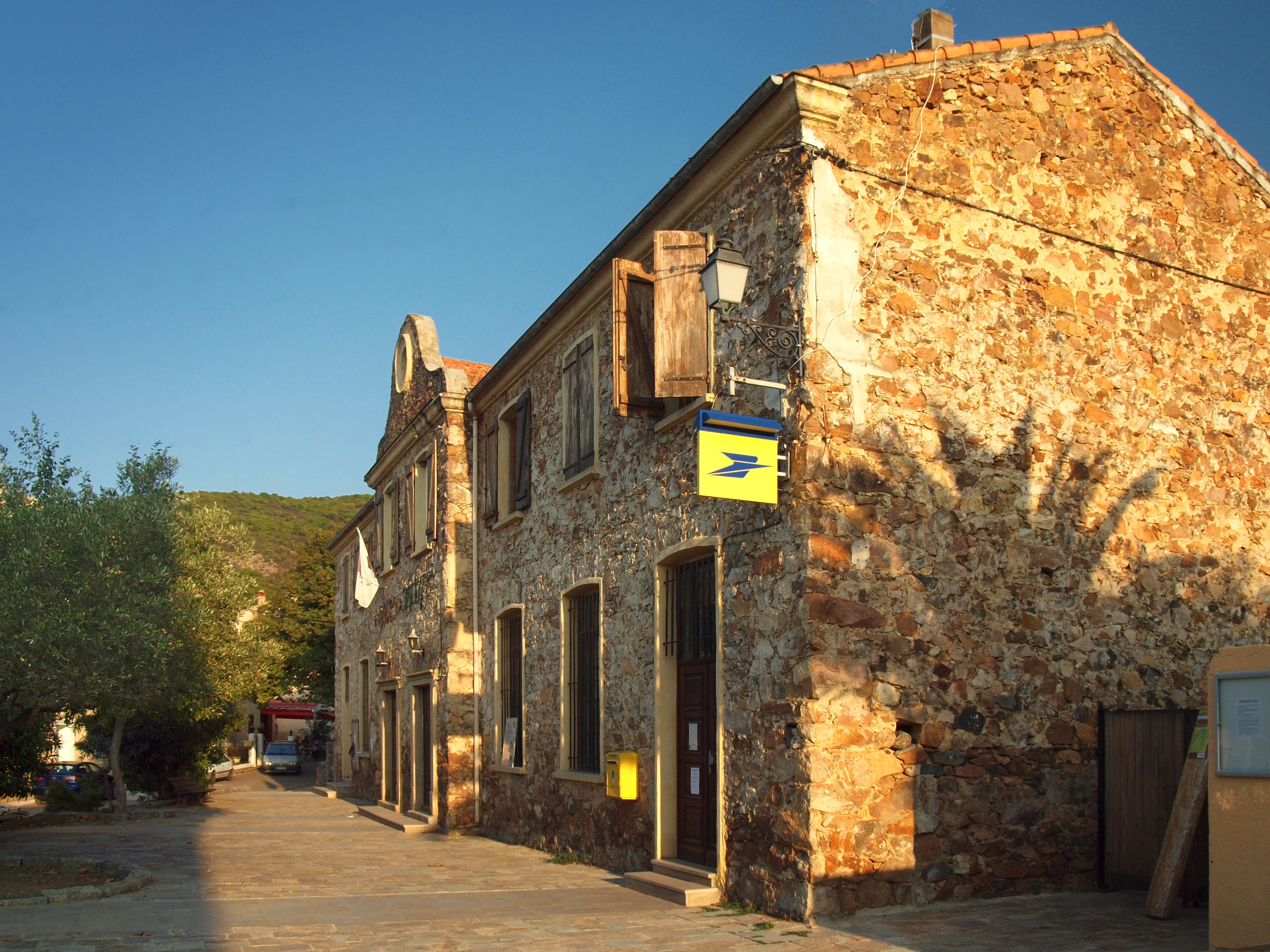
Mairie et Poste

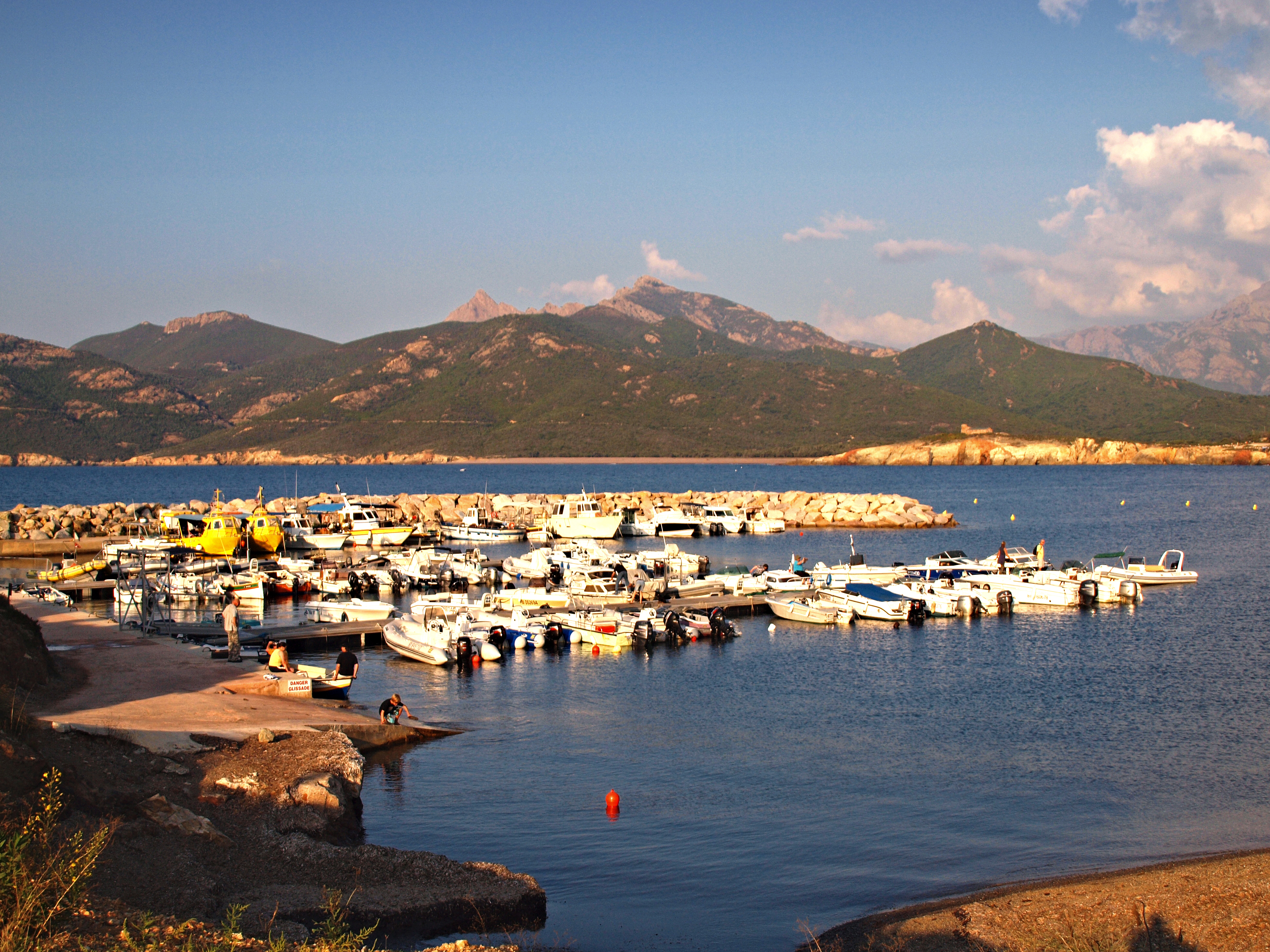
La marina

Le village a été construit au pied du Capu Tondu (825 m). Y est regroupé la plupart des habitants de la commune.
S'y trouvent la mairie, l'église paroissiale Sainte-Marie restaurée, un port de pêche et de plaisance pour de petites unités -dans la rade existe un mouillage organisé pour des navires de plus gros tonnages, et la plupart des commerces de proximité et d'hôtellerie-restauration.
Quelques petits hameaux occupent des terres exploitables de ce vaste territoire de nos jours classé.

#### L'Argentella
À l'extrémité nord du littoral communal, au sud de la baie de Crovani, se situe le petit hameau de l'Argentella, principal lieu habité de la localité éparse de Luzzipeo. Durant le dernier quart du XIXe siècle existait Port Julia utilisé par les exploitants des mines d’argent du massif de l’Argentella. S'y trouve le grand camping de Morsetta.

#### Le Fango
Fango est un hameau situé à la jonction des routes D81 et D351 menant à Manso. Les habitations sont disposées le long et de part et d'autre de la D351, longeant le fleuve Fango. On y trouve notamment deux restaurants et des chambres d'hôtes. 

#### Calca
Calca se situe à environ 1,5 km au sud-ouest de Galéria, à une soixantaine de mètres d'altitude. C'est un petit hameau composé de quelques maisons, accessible par une petite route au départ du centre du village. À mi-chemin, se trouve un gîte d'étape pour les randonneurs du Tra Mare e Monti.
La vallée du Marsulinu s'étend au sud de Calvi, « à cheval » sur les communes de Calenzana et de Galéria. C'était l'ancienne pieve d'Armito qui a été très longtemps quasi inhabitée en raison des fréquentes invasions barbaresques durant des siècles. Seule le bas de la vallée appartient à Galéria. Cette zone comporte plusieurs petits hameaux :

#### Nuvelezza / Leva
Nuvalezza est un petit hameau se trouvant à 800 mètres au NE du pont des Cinq arcades, à une soixantaine de mètres en altitude. On y accède à partir de la route D81, au bout d'un kilomètre de parcours sur un chemin communal étroit et sinueux.
Poursuivant ce chemin, on arrive à Leva (361 m d'altitude), minuscule hameau dominé par l'ancienne tour génoise ruinée de Maraghiu (361 m).

#### Prezzuna

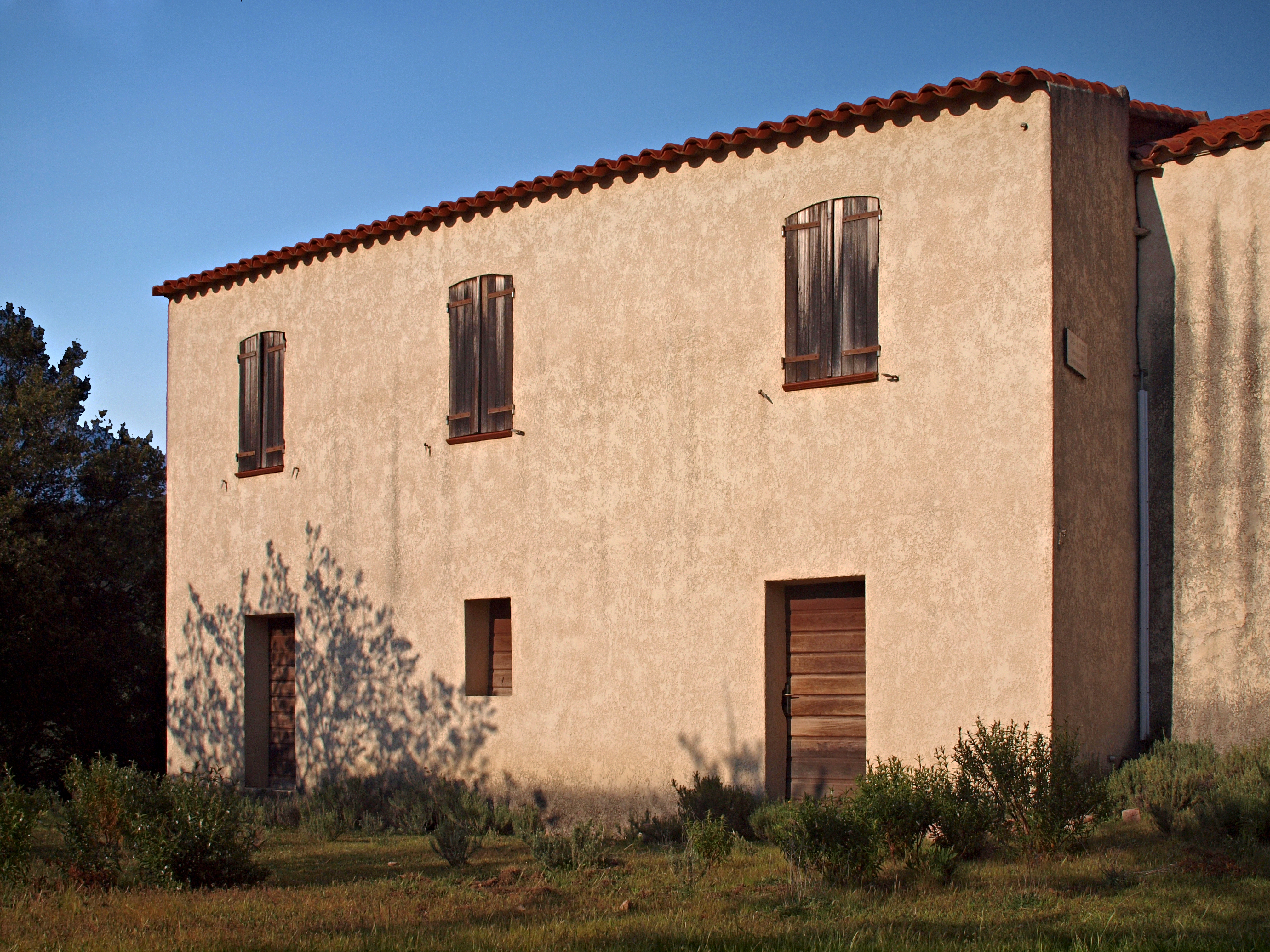
Casa di i Pueti à Prezzuna

Prezzuna est situé dans la vallée du ruisseau de Prezzuna. C'est un ancien village où se trouve l'église Sainte-Lucie à côté du cimetière. Il a été fréquenté au XXe siècle par les illustres poètes niolins Peppu Flori et Pampasgiolu di l'Acquale. Ce dernier repose au cimetière de Prezzuna.
S'y trouvent de nos jours la Casa di i Pueti (Maison des Poètes) abritée dans les locaux de l'ancienne école primaire, ainsi qu'une annexe de la mairie de Galéria.

#### Chiusone
Chiusone est un hameau abandonné accessible seulement par un sentier, situé dans le vallon de Lucca, celui du ruisseau de Prezzuna, à l'est de Prezzuna.

#### Cherchisani
Cherchisani est situé dans la vallée du Marsulinu, au nord de la commune, proche d'environ un kilomètre de la D81.

#### Porta Vecchia
Porta Vecchia se situe également dans la vallée du Marsulinu, au nord de la commune et à l'ouest de Cherchisani, traversé par la D81. Le hameau se trouve à la jonction d'une « bretelle » desservant l'ancien village de Prezzuna et qui retrouve la D81 près du pont de Tregnu.

## Histoire

### Préhistoire
Le site était fréquenté dès la préhistoire. Un gisement préhistorique existe à l’Ambiu, à un kilomètre au sud du village de Galéria, sur une colline de 226 m de haut.

### Moyen Âge
Vers 844, Boniface II marquis de Toscane et tutor Corsicæ, abandonne l'île aux Sarrasins qui pillaient ses côtes depuis 714.
L'ensemble des structures civiles et religieuses de l'île subit des modifications en raison du dépeuplement causé surtout par l'occupation sarrasine au IXe siècle et les incessantes incursions barbaresques.
Au XIe siècle, pour assurer une meilleure tranquillité du commerce, Pise et Gênes combattent les bases sarrasines qui restent en Corse en 1015 une fois la reconquête de la Corse achevée.
Le siècle voit naître, avec la reconquête de l'île sur les Maures, la féodalité corse avec, notamment, Rollandino, seigneur cinarchese descendant selon la chronique, de Cinarco, ancêtre éponyme de ce clan seigneurial et fils du légendaire prince romain Ugo Colonna.
- 1092 - Le pape Urbain II nomme l'archevêque Daibertus évêque de Pise métropolitain-suzerain des 6 diocèses corses. En 1133 Gênes obtient du pape Innocent II ceux de Nebbio, Mariana, Accia, Pise conservant Sagone, Ajaccio et Aleria. Le territoire représenté par les pievi de Chiomi et d'Armito relevait de l'autorité du diocèse de Sagone. Il était quasi inhabité.

Au milieu du XIIIe siècle, soutenu par les Pisans, Giudice de Cinarca, hostile à l'emprise génoise sur l'île, devient maître de l'île.
Il se fait élire comte de Corse en 1264, à l'assemblée de Mariana, et s'attire l'hostilité d'une partie de l'aristocratie jalouse de ses prérogatives. En 1284, privé du soutien pisan il continue de s'opposer à Gênes alors que la plupart des féodaux insulaires prêtent serment de fidélité auprès du vicaire général génois, Luchetto Doria, en 1289. Trahi par les siens et livré à ses ennemis, à la fin du XIIIe siècle, il mourra au début du XIVe siècle.
- 1366 - La podestérie de Balagna (cette expression apparaissait déjà en août 1324 dans l'inféodation faite par l'Aragon à Enrico et Opicinello de Cinarca[16]) comprenait les mêmes pievi que cent ans plus tard en 1454 : Chiomi, Armito, Olmia, Pino, Santo Andrea, Tuani, Giussani et Ostricone[17].

Dès 1372 Arrigo della Rocca, avec le soutien de l'Aragon, rival de Gênes, restaure le pouvoir seigneurial.
Au XVe siècle, Les nobles De Leca tentent à partir de 1412, de restaurer leur pouvoir et d'étendre leur  autorité à l'ensemble de l'île ; mais ils se trouvent confrontés au parti aragonais représenté par Vincentello d'Istria, comte de Corse depuis 1407, vice-roi d'Aragon
Rinucciu di Leca, fils du seigneur cinarchese Nicolo de Leca, vaincu en 1414 par Vincentello d'Istria, fait acte d'allégeance au vainqueur ; il est remis dans ses droits de feudataire. Les Génois l'investissent d'un territoire s'étendant des plaines du golfe d'Ajaccio aux confins de la Balagne.
Giovan Paolo di Leca, petit-fils de Rinucciu, fait allégeance à l'Office de Saint Georges qui l'investit en retour du vaste fief de ses ancêtres, s'étendant des plaines d'Ajaccio aux confins de la Balagne.
En 1489, la Banque s'empare des biens seigneuriaux et de ceux des rebelles, parents ou principaux alliés des Leca et met fin à la domination de la famille Di Leca.

### Temps modernes
L'histoire de la commune est fortement liée à la vallée du Niolo (transhumances).
Les Génois ont marqué leur présence en laissant la tour ruinée de Galéria et un pont au lieu-dit Ponte-Vecchiu. Ce pont « à cheval » sur les communes de Manso et de Galéria, permettaient lors de l'impiaghjera, la descente dans la plaine, à de nombreux bergers niolins de se rendre dans des zones de pacages sans avoir à payer des droits.
Galéria se situait dans la pieve de Chiomi, une pieve inhabitée vers 1520 sauf le village de Luzzipeo.

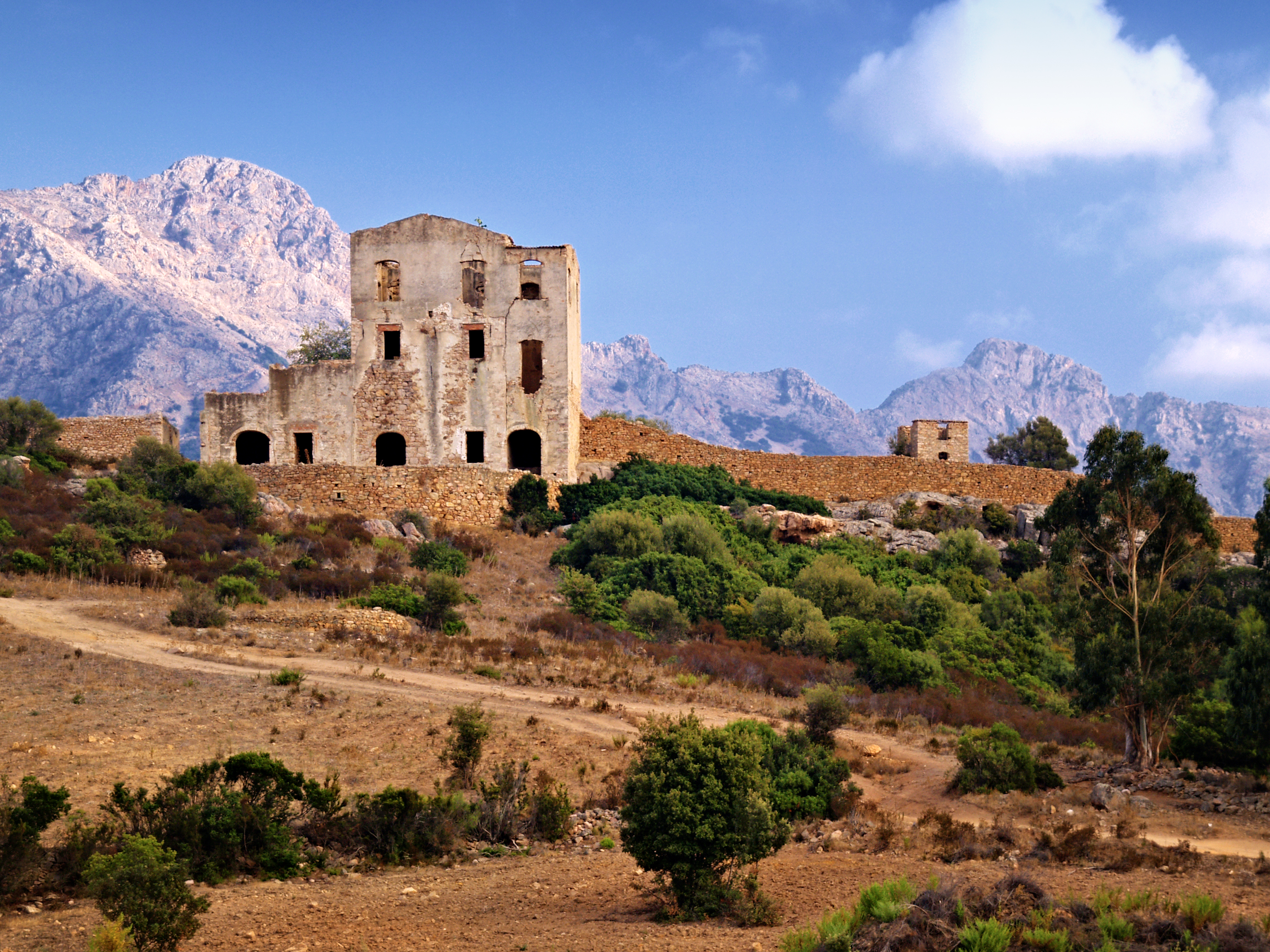
Pavillon de chasse du Prince Pierre à Luzzipeo (Calenzana)

Le site était fréquemment razzié par les Barbaresques. Pour assurer la sécurité les Génois avaient fait construire au XVIe siècle, aux frais des communautés et pievi, 4 tours, de nos jours ruinées, pour surveiller l'approche des barbaresques :
- Torre Truccia, tour littorale au NO de Torre Mozza, défendant la plaine et les vallons des ruisseaux de Fiuminale et de Marconcellu ;
- Torre Mozza à Luzzipeo, au nord de l'étang de Crovani. Sur son emplacement le prince Pierre-Napoléon Bonaparte fit construire en 1852 un remarquable pavillon de chasse. Celui-ci fut incendié et détruit pendant la chute de l'Empire. Il n'en reste que des ruines.
- Tour de Galéria, tour littorale ronde, flanquée d'un magasin, dominant l'embouchure du Fango. Construits en 1551 à 1573, la tour et le magasin attenant étaient des édifices militaires. Elle était destinée à défendre la vallée du Fango (le village de Galéria n'existe que depuis le XIXe siècle).
- Tour Maraghiu, plus à l'intérieur au NE de la tour de Galéria, défendant la vallée du Marsulinu (le village de Manso n'existe que depuis le XIXe siècle).
- 1537 - Armito et Chiomi disparaissent des registres des tailles de Balagna.
- 1569 - Gênes dote l'île de "Statuts civils et criminels" qui resteront en vigueur presque jusqu'en 1789. le territoire qui faisait partie de la province de Balagna, était soumis au tribunal ecclésiastique de Sagone, l'un des cinq de l'île au début du XVIIIe siècle, et en matière civile, relevait de la juridiction de Calvi.

- 1576 - 1790 - la Pro-cathédrale Saint-Jean-Baptiste de Calvi est le siège du diocèse de Sagone. En 1790, le diocèse de Sagone est supprimé et rattaché au diocèse d'Ajaccio.
- 1584, afin d'échapper aux attaques des barbares, les habitants de la côte abandonnent leurs riches et opulents villages au sol fertile pour se retirer dans des montagnes arides et stériles. C'est la cause de la famine qui régna dans l'île ces années là.

« Voici, en commençant par le Delà des Monts, les noms des villages qui furent abandonnés : Campo dell'Oro, Casabuona, Cauro, Piaggia del Frasso, Piaggiuola, Taravo, le Canne, Baraggi, Tavaria, Conca, Bisoggeni, Pallaggio, Sorgeni, l'Olmeto, Ficari, Capo di Bonifazio, Freto, Piccovaglia, Sito di Portovecchio, Foni, l'Isola de' Corsi, San Cipriano, Ventiseri, le Fiume del Solagio, le Trave, Cavo dell'Oro, Favone, Favoncino, Agriata, une partie d'Ostricone, Sia, Marzolino, Luzzipeo et Galeria ».
La pieve de Chiomi prendra plus tard le nom de pieve de Filosorma. Celle-ci fusionnera au XVIIIe siècle après la cession de la Corse à la France, avec la pieve d'Olmia dont Calinzana constituait la principale agglomération.
- 1790 - Le 7 juillet, la Corse n’a plus qu’un seul évêque dont le siège est fixé à Bastia par l'Assemblée nationale.

Dans sa Storia veridica della Corsica manuscrit rédigé au XVIIIe siècle, le curé Francesco Maria Accinelli ne cite Galéria que pour son port et les forêts avoisinantes qui fournissaient de grandes quantités de bois dont les Calvais en faisaient un grand commerce. Le lieu était pour ainsi dire inhabité, n'étant pas mentionné dans son œuvre comme relevant d'une juridiction quelconque. La pieve de Chiomi n'existait plus, mais les terres et forêts appartenaient à Calenzana, à Moncale et aux communautés du Niolo.
- 1768 - L'île passe sous administration militaire française. Le territoire prend le nom de pieve de Filosorma. Avec la Révolution française, la pieve fusionne avec celle d'Olmia pour former la pieve de Monte Grosso.
- 1785 - La côte de Galéria fut concédée à une compagnie qui déjà y avait élevé d'utiles constructions, telles qu'un aqueduc, un hôpital, une caserne[23].
- 1790 - Le 26 février, un décret de l’Assemblée nationale fixe le nom, l’étendue, les limites et les districts des 83 départements. La Corse est partagée en neuf districts (avant on disait juridictions) : Bastia, Oletta, A Porta, Cervioni, Corti, l’Isula Rossa, Aiacciu, Tallà et Vicu. Le district est partagé en cantons (avant on disait pievi), le canton en communes. Monte Grosso devient ainsi le canton de Calenzana qui est dans le ressort du tribunal de L'Île-Rousse.
- 1792 - La colonie florissante fut détruite par les habitants du Niolo, qui prétendirent avoir des droits sur les terrains.
- 1808 - Une commission nommée mit trois années à examiner les droits de la compagnie et ceux des habitants du Niolo. Le travail adressé au ministère des Finances y languit deux années, d'où il fut renvoyé au conseil de préfecture qui le garda à son tour jusqu'en 1827. Un projet de transaction fut alors élaboré, mais eut encore besoin de quelques années pour devenir loi : les communes conservent les terrains qu'elles ont envahis et le littoral reste au domaine.
- 1864 - La commune de Galéria est créée avec un transfert de territoires communaux de Calenzana. Elle se trouve dans le canton de Calenzana, l'arrondissement de Calvi et le département de la Corse.

### Époque contemporaine
- 1926 - Galéria bascule de l'arrondissement de Calvi dans celui de Bastia.
- 1943 - Galéria retourne dans l'arrondissement de Calvi.
- 1954 - Galéria compte 458 habitants[18]. Elle fait partie du canton de Calenzana qui comprend les communes de Calenzana, Galéria, Manso, Moncale, Cassano, Lunghignano, Montemaggiore et Zilia.

Dans les années 1970, on doit à un pêcheur de Galéria, Nino le Sarde, d'avoir exterminé à coups de fusil les derniers phoques moines qui avaient trouvé refuge dans les grottes de Scandola (à cette époque la réserve n'existait pas).

## Politique et administration

### Liste des maires

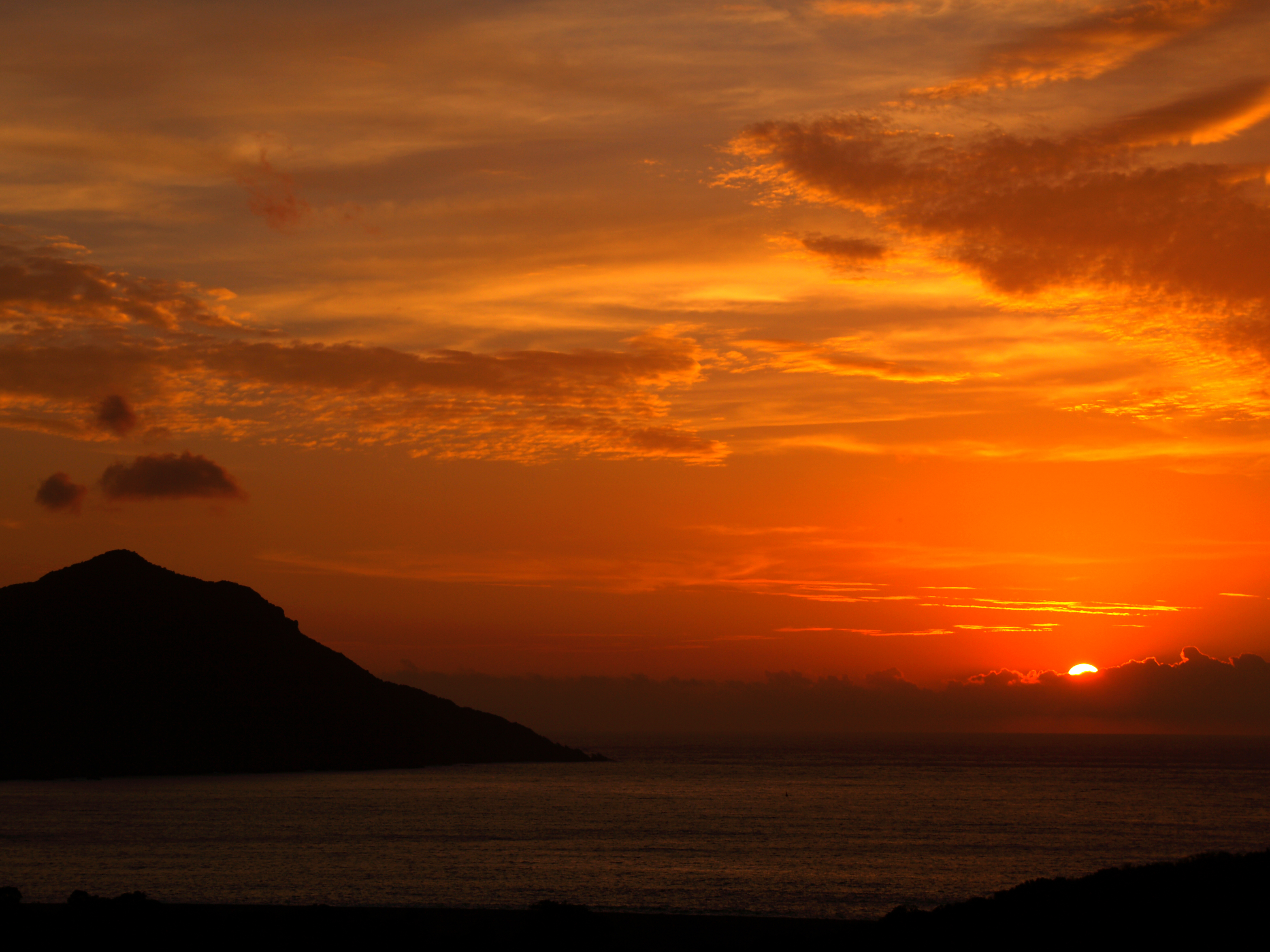
Coucher de soleil sur le golfe de Galéria

| Période                                  | Période  | Identité | Étiquette | Qualité                                                                                              |
| ---------------------------------------- | -------- | --- | --------- | --- |
| 1895                                     | 1895     | Marie-Ange Luciani |           | |
| 1896                                     | 1900     | François d'Ignace Luciani |           | |
| 1900                                     | 1908     | Pierre Luciani |           | |
| 1908                                     | 1910     | Michel Luciani |           | |
| 1910                                     | 1912     | Pierre Corteggiani |           | |
| 1912                                     | 1918     | Jean-Philippe Spinosi puis Pasquin Luciani autorisé par le Préfet à occuper la fonction de Maire en l'absence du titulaire, mobilisé |           | |
| 1919                                     | 1943     | Stanislas Acquaviva |           | Révoqué le 10 août 1941 par arrêté du Gouvernement de Vichy. L'arrêté est abrogé le 29 novembre 1941 |
| 1943                                     | 1945     | Jérôme Luciani |           | |
| 1945                                     | 1965     | André-François Albertini |           | |
| 1965                                     | 1972     | Jérôme Seïté |           | |
| 1973                                     | 1977     | Albert Seïté |           | |
| 1977                                     | 2012     | Dany Rossi |           | Médecin                                                                                              |
| 2012                                     | En cours | Jean-Marie Seïté | DVD       | Architecte-urbaniste                                                                                 |
| Les données manquantes sont à compléter. |          | |           | |

## Population et société

### Démographie
L'évolution du nombre d'habitants est connue à travers les recensements de la population effectués dans la commune depuis 1866. Pour les communes de moins de 10 000 habitants, une enquête de recensement portant sur toute la population est réalisée tous les cinq ans, les populations de référence des années intermédiaires étant quant à elles estimées par interpolation ou extrapolation. Pour la commune, le premier recensement exhaustif entrant dans le cadre du nouveau dispositif a été réalisé en 2005.

En 2022, la commune comptait 388 habitants, en évolution de +13,78 % par rapport à 2016 (Haute-Corse : +5,15 %, France hors Mayotte : +2,11 %).
| 1866 | 1872 | 1876 | 1881  | 1886  | 1891  | 1896  | 1901 | 1906 |
| ---- | ---- | ---- | ----- | ----- | ----- | ----- | ---- | ---- |
| 910  | 748  | 772  | 1 025 | 1 089 | 1 020 | 1 127 | 788  | 689  |

| 1911 | 1921 | 1926 | 1931 | 1936 | 1946 | 1954 | 1962 | 1968 |
| ---- | ---- | ---- | ---- | ---- | ---- | ---- | ---- | ---- |
| 698  | 800  | 807  | 832  | 670  | 543  | 458  | 373  | 350  |

| 1975 | 1982 | 1990 | 1999 | 2005 | 2006 | 2010 | 2015 | 2020 |
| ---- | ---- | ---- | ---- | ---- | ---- | ---- | ---- | ---- |
| 311  | 306  | 305  | 302  | 325  | 332  | 328  | 341  | 373  |

| 2022 | - | - | - | - | - | - | - | - |
| ---- | - | - | - | - | - | - | - | - |
| 388  | - | - | - | - | - | - | - | - |

### Enseignement

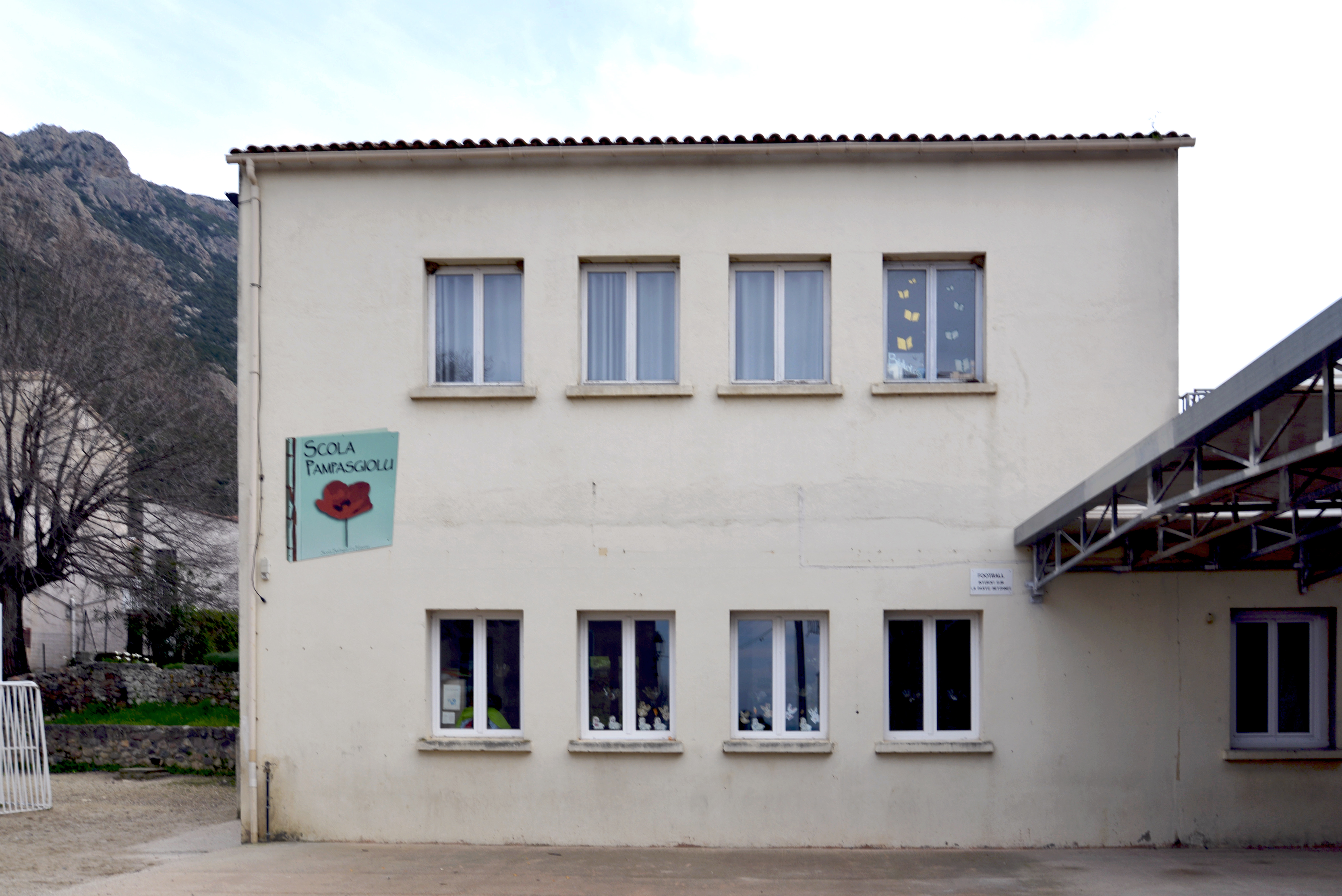
La Scola Pampasgiolu à Galéria

L'enseignement élémentaire se dispense à la Scola Pampasgiolu située à la Mairie. L'établissement secondaire le plus proche est le collège Jean-Félix Orabona, (Collegiu Ghjan'Felice Orabona), quartier Donate à Calvi.

### Sports
Le GR Tra Mare e Monti (Entre Mer et Montagnes) qui permet de relier Calenzana à Cargèse, traverse le territoire de la commune.

### Cultes
Il n'existe qu'un seul lieu de culte, catholique, à Galéria. La paroisse relève du diocèse d'Ajaccio.
La sainte patronne Santa Maria Assunta, est fêtée le 15 août.

## Économie
« La côte de Galéria, maintenant inculte et qui n'a de réputation comme celle de la Girolata, que pour ses beaux porphyres globuleux, pourrait devenir très-prospère. Le petit port est assez bon.  dont les restes divers se voient encore. Cette colonie florissante fut détruite en 1792 par les habitants du Niolo, qui prétendirent avoir des droits sur les terrains.[...]
La côte de Galéria est un de ces points assez nombreux en Corse, qui devraient appeler l'attention du.gouvernement et attirer les capitaux. Il y a de l'eau, du bois, pour des usines et des scieries, et Napoléons à ce que j'ai su d'un ancien préfet de la Corse, avait le projet d'y envoyer le minerai de l'île d'Elbe et d'y fabriquer les outils et les instruments de la marine. La première mesure à prendre afin d’exciter en Corse l'esprit d'entreprise, serait de supprimer entièrement l'inique tarif de la douane qui assimile aux produits étrangers, les produits manufacturés dans l’île, et y détruit ainsi par avance, le germe de toute industrie. »

— Antoine Claude Valery in Voyages en Corse, à l'île d'Elbe et en Sardaigne 1837-1838
Tourisme
Galéria a vu son économie s'orienter vers le tourisme depuis les années 90. L'économie est saisonnière et par conséquent assez fragile. Le village a su s'adapter aux besoins des vacanciers : nautisme, plongée sous-marine, promenade en mer vers Scandola et Girolata. La baignade est prisée dans les « piscines naturelles » de porphyre rouge tout le long du Fango. La marina s'est développée, offrant même un accueil pas toujours suffisant aux plaisanciers. En 2015, la mairie a installé une centaine de bouées destinées au mouillage dans la baie de Galéria dans le but d'éviter le mouillage individuel anarchique qui détruit la flore sous-marine (posidonies), et envisage la mise en place d'un service de capitainerie.
Pour autant, sa position en cul-de-sac et relativement enclavée contrebalance ses attraits majeurs (la réserve naturelle de Scandola et la réserve de biosphère de la Vallée du Fango), et fait de la commune une des places les plus calmes de l'île.
Les services du P.N.R.C. sont implantés à Galéria. Depuis le port où est basée leur unité, les agents assurent la surveillance par mer de la réserve naturelle de Scandola.
Pêche
La pêche côtière se pratique en saison estivale pour répondre à la demande d'établissements ouverts la plupart que saisonnièrement.
La pêche à la langouste est la plus pratiquée. Elle est autorisée du 1er mars au 30 septembre, à la nasse le mois de mars, puis au filet, excepté dans la zone de réserve de l'anse d'Elpa Nera.
Agropastoralisme

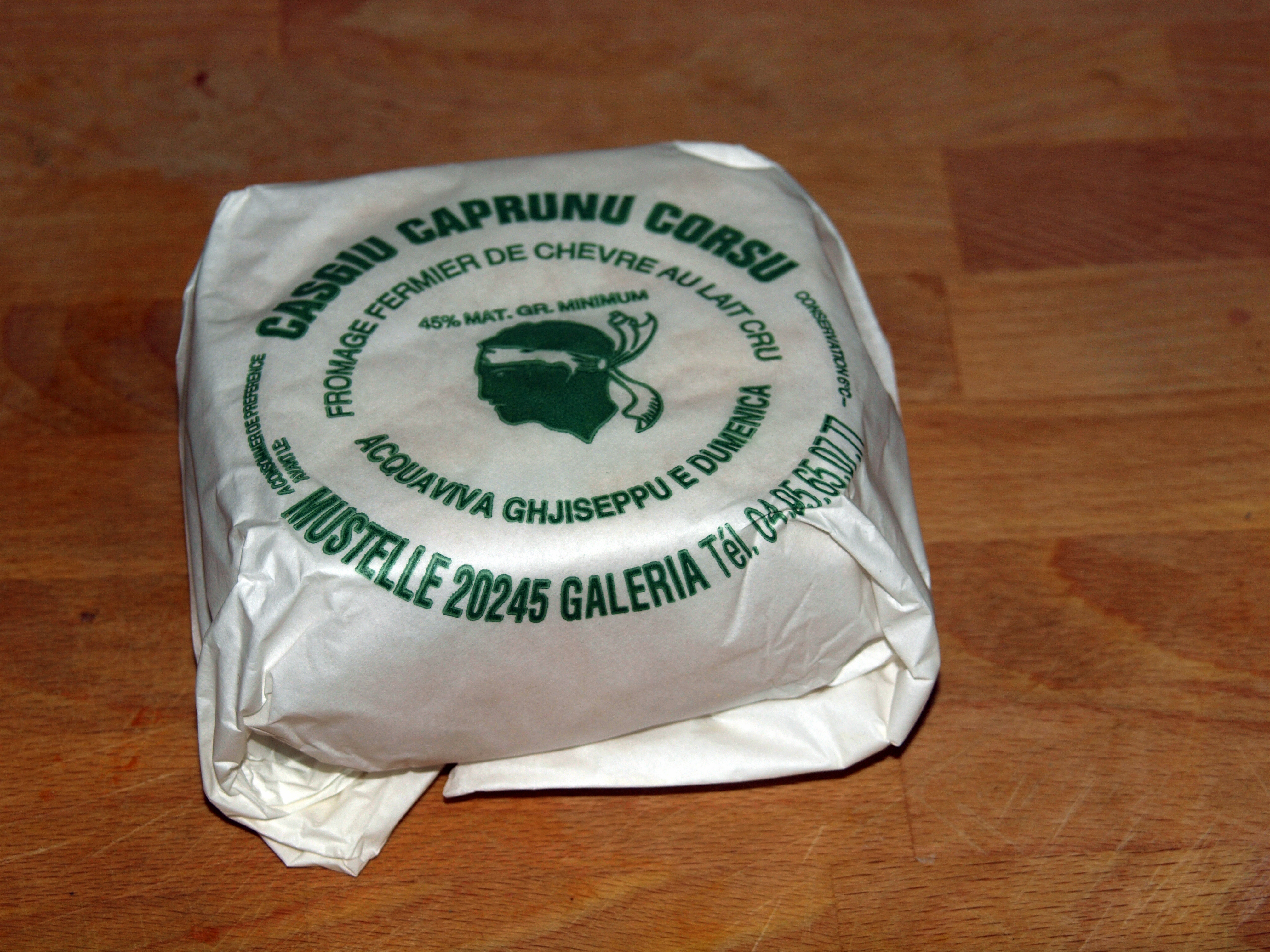
Fromage de chèvre produit dans le Marsolinu.

Mais l'économie de la commune reste encore le pastoralisme (caprins, ovins et bovins) car son histoire reste fortement liée à la vallée du Niolo (transhumances). Sont appréciés les fromages de chèvre et de brebis de type Calinzanincu fabriqués, particulièrement ceux de chèvre produits dans le Marsulinu par Ghjiseppu e Dumenica Acquaviva de è Mustelle plusieurs fois primé (2006, 2007).
La yeuseraie, interdite de pacage pour les chèvres, était autrefois exploitée par les charbonniers qui, pour ainsi dire, géraient et maintenaient la forêt. Pendant des siècles le prélèvement de bois et de ramée avait pour effet de rajeunir en permanence l'écosystème.
Viticulture
La vigne, autrefois cultivée au lieu-dit Guaïtella dans la basse vallée du Marsulinu, a totalement disparu du paysage. Elle a été remplacée par endroits par des plantations nouvelles d'immortelles d'Italie.
Industrie
L'exploitation des mines argentifères de L'Argentella est depuis longtemps abandonnée. Il n'en reste que des édifices ruinés.

## Culture locale et patrimoine

### Lieux et monuments
Longtemps inhabité à cause des incessants raids barbaresques, le site ne recèle pas d'édifices religieux anciens.
- Monument aux morts.
- Plage de la Tour de Calcinaghja : cette grande plage de galets qui sépare le site naturel protégé Riciniccia de la mer, est connue pour être fréquentée par de nombreux naturistes.

#### Ponte Vecchiu
C'est un pont génois situé au lieu-dit Ponte Vecchiu, à cheval sur Galéria et Manso. Il est un pont carrossable pour franchir le Fango. De là, une piste permettait d'accéder aux pentes de Punta di Chiumi où se trouvent le hameau de Chiumi et les ruines d'une ancienne chapelle Saint-Pierre (Manso). Cette piste est toujours empruntée pour accéder au pylône (516 m) installé sur la Punta Gineparettu.

L'ouvrage a été restauré en 2011.

#### Tour de Galéria
La tour de Galéria ou de Calcinaggia (ou Calcinaghja) a été construite de 1551 à 1573 ; la tour littorale et le magasin attenant étaient des édifices militaires. Ils étaient encore en service au début du XVIIIe siècle. En 1792 une explosion de munitions avait détruit l'ensemble. La tour a été partiellement restaurée et le magasin restauré en 1977 pour servir de gîte d'étape. Propriété de la commune, l'ensemble est protégé depuis le 22-04-1994 et inscrit aux MH.

#### Tour de Maraghiu
Cette tour génoise a été construite à l'intérieur des terres, au-dessus de la vallée du Marsulinu. Il n'en reste que quelques vestiges. La tour est accessible par un sentier à partir du hameau de Leva.

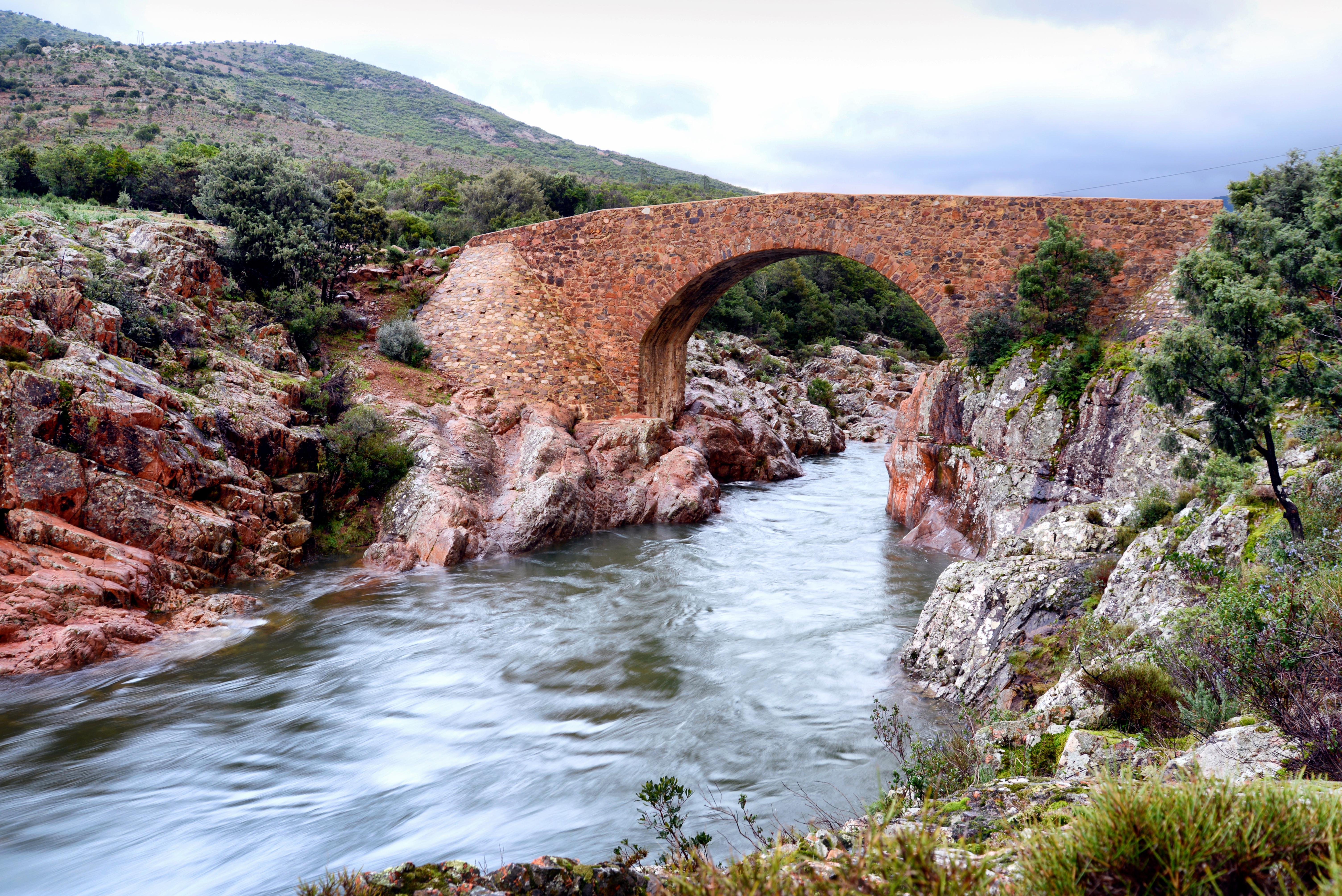
Ponte Vecchiu vu de l'aval
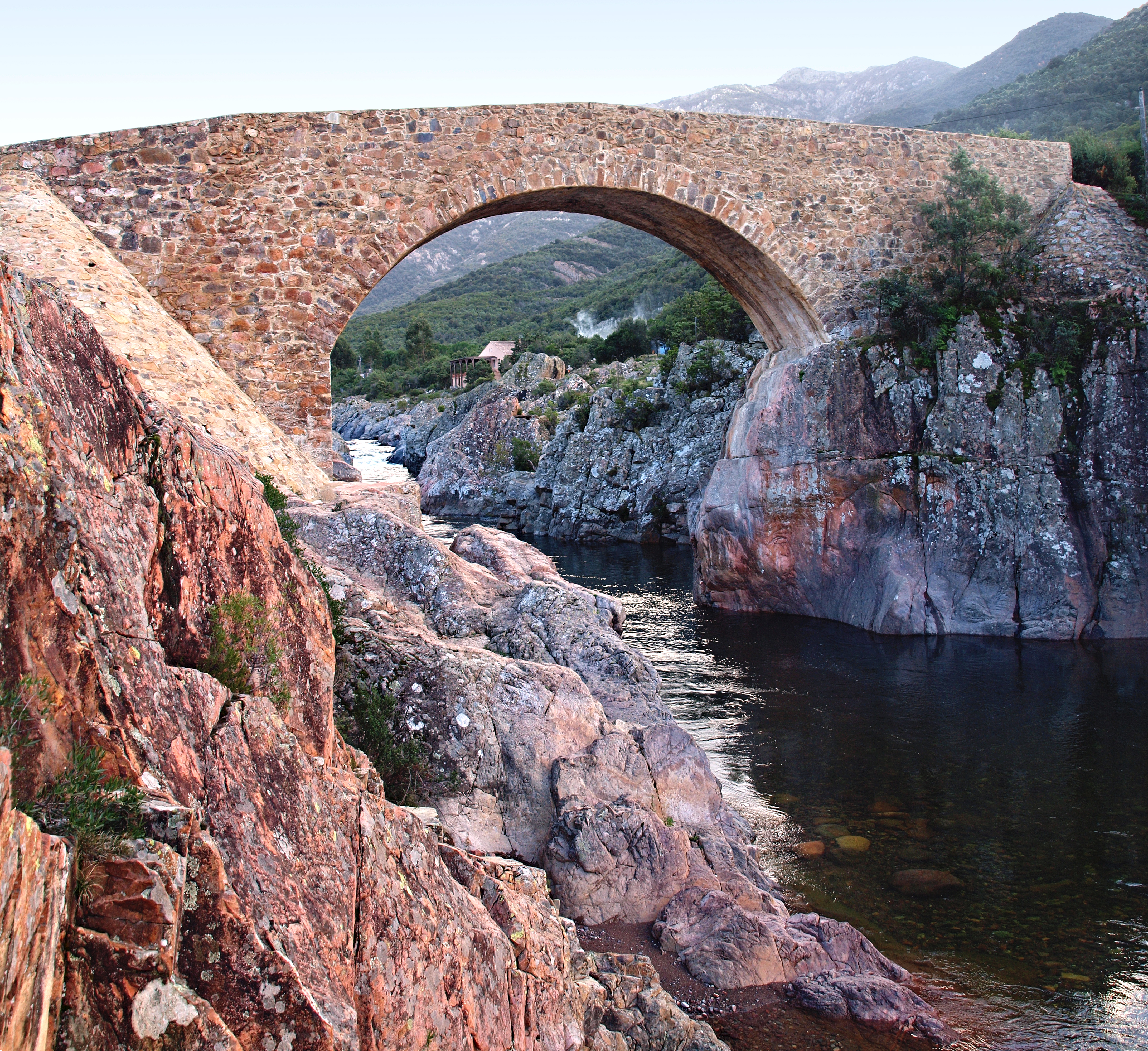
Ponte Vecchiu
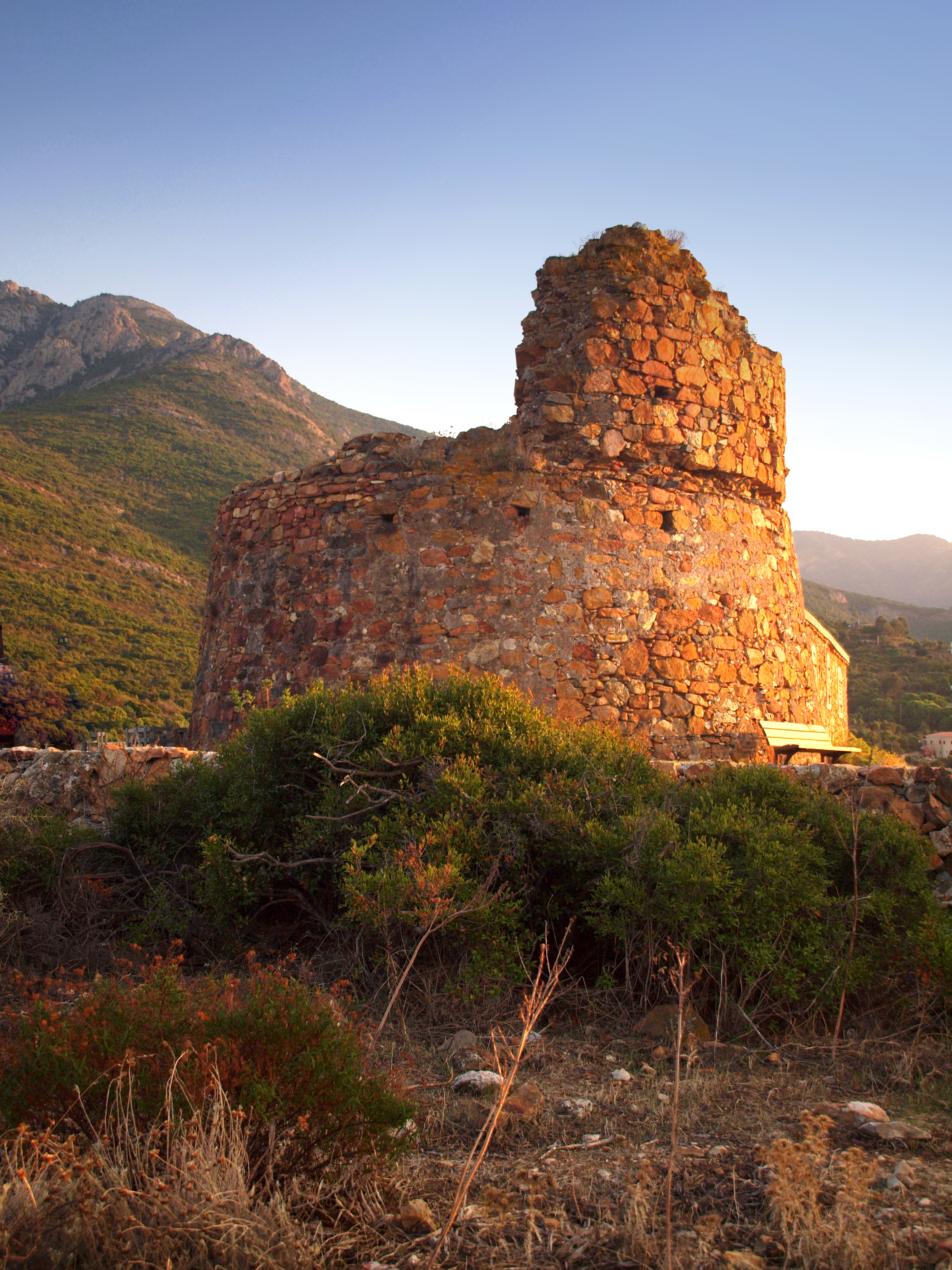
Tour génoise de Galéria
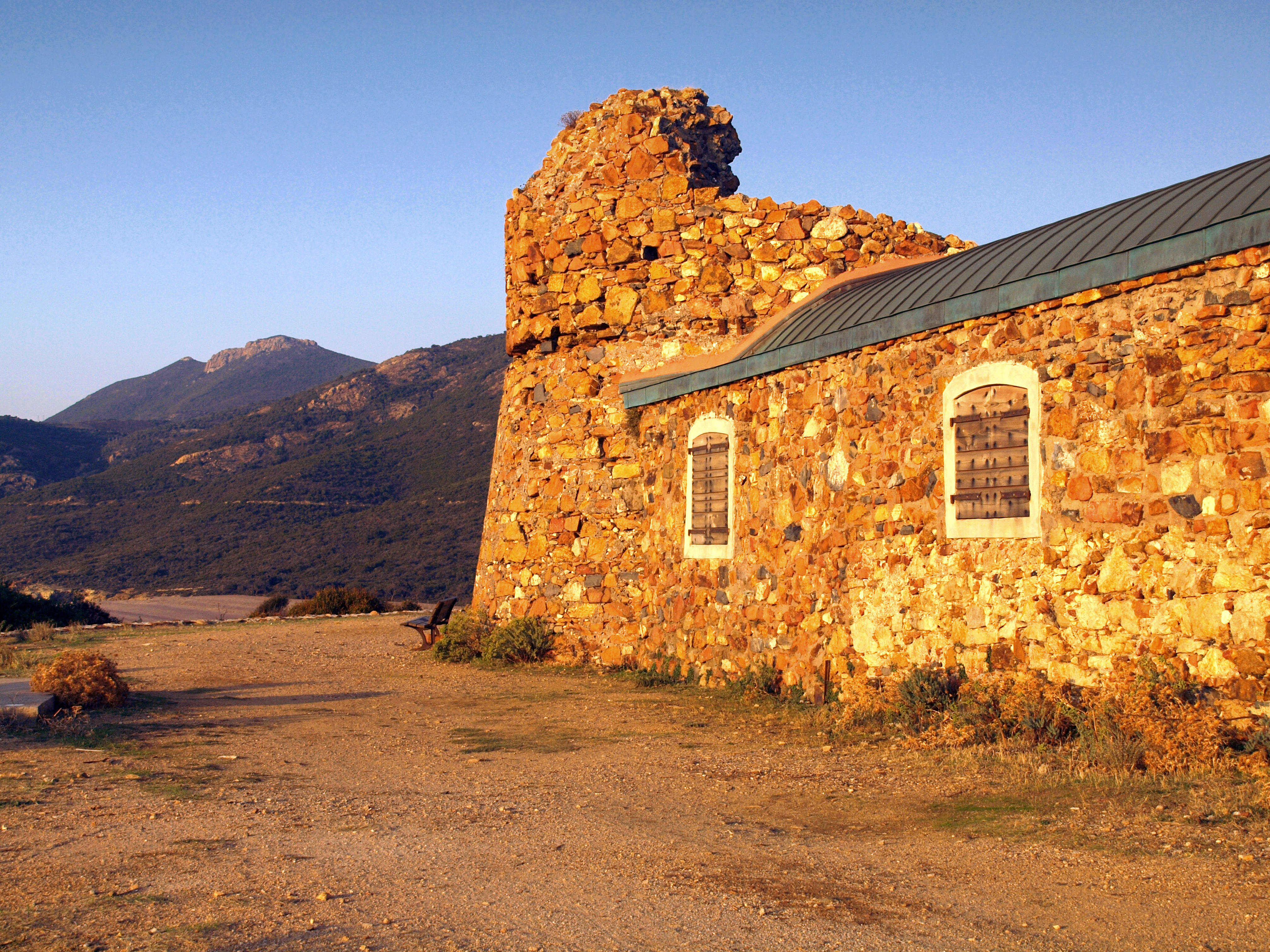
Tour et magasin de Calcinaghia

#### Église Sainte-Marie
L'église paroissiale Sainte-Marie est située au cœur du village. Elle a été construite au XIXe siècle comme la plupart des édifices religieux de cette partie du littoral de l'île restée très longtemps déserte. L'édifice de plan allongé, orienté SO-NE abside au Sud-ouest, il est doté d'un clocher à 4 niveaux coiffé d'un clocheton. La façade principale est d'une relative simplicité ; les pilastres et leurs chapiteaux qui l'animent, les corniches qui les supportent, sont des décors en maçonnerie. Le fronton est triangulaire, dénué de charme. Le portail est surmonté d'une petite niche dotée d'une statuette de la Vierge. L'église a été restaurée à la fin de 2009.

#### Église Sainte-Lucie
L'église Sainte-Lucie (Santa Lucia) se trouve à l'ancien village de Prezzuna. Elle est attenante à une annexe de la mairie de Galéria, et à la Maison des Poètes (Casa di i Pueti à Peppu Flori à Pampasgiolu), deux grands poètes corses originaires de Lozzi. Elle domine le cimetière où repose le poète (Pampasgiolu di l'Acquale). Elle a été restaurée entre 2005 et 2009.

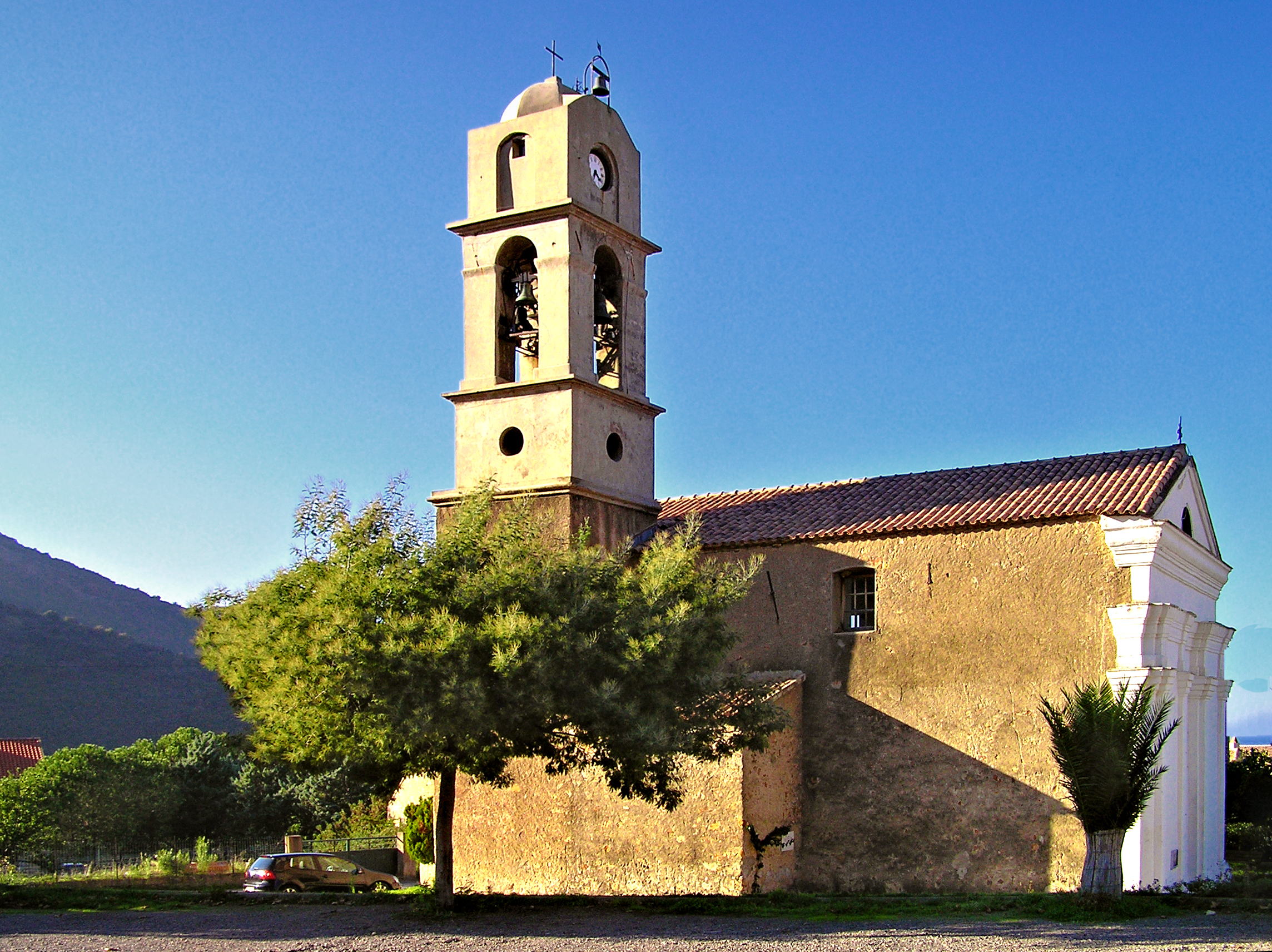
L'église Sainte-Marie en 2005
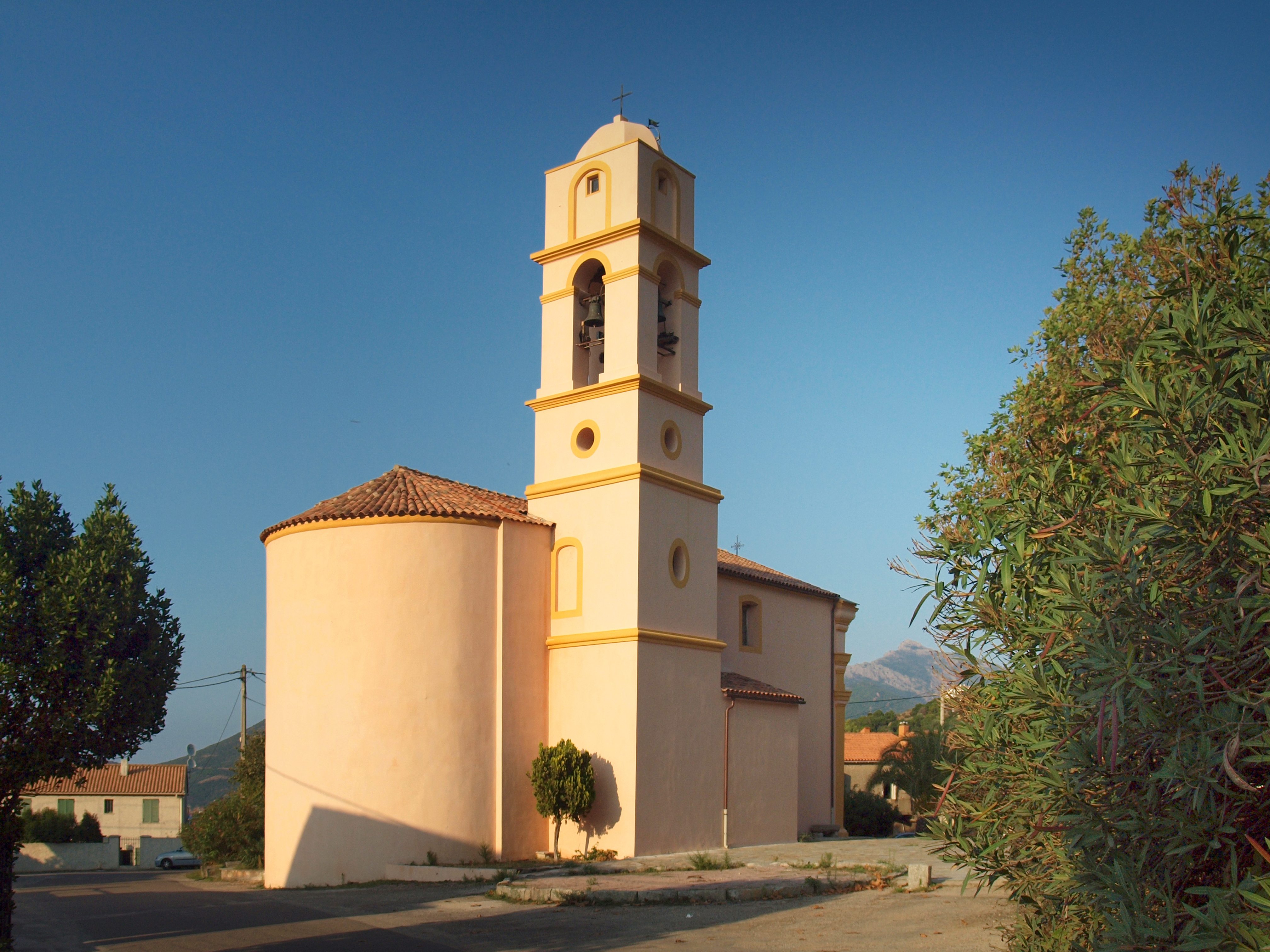
L'église Sainte-Marie en 2009
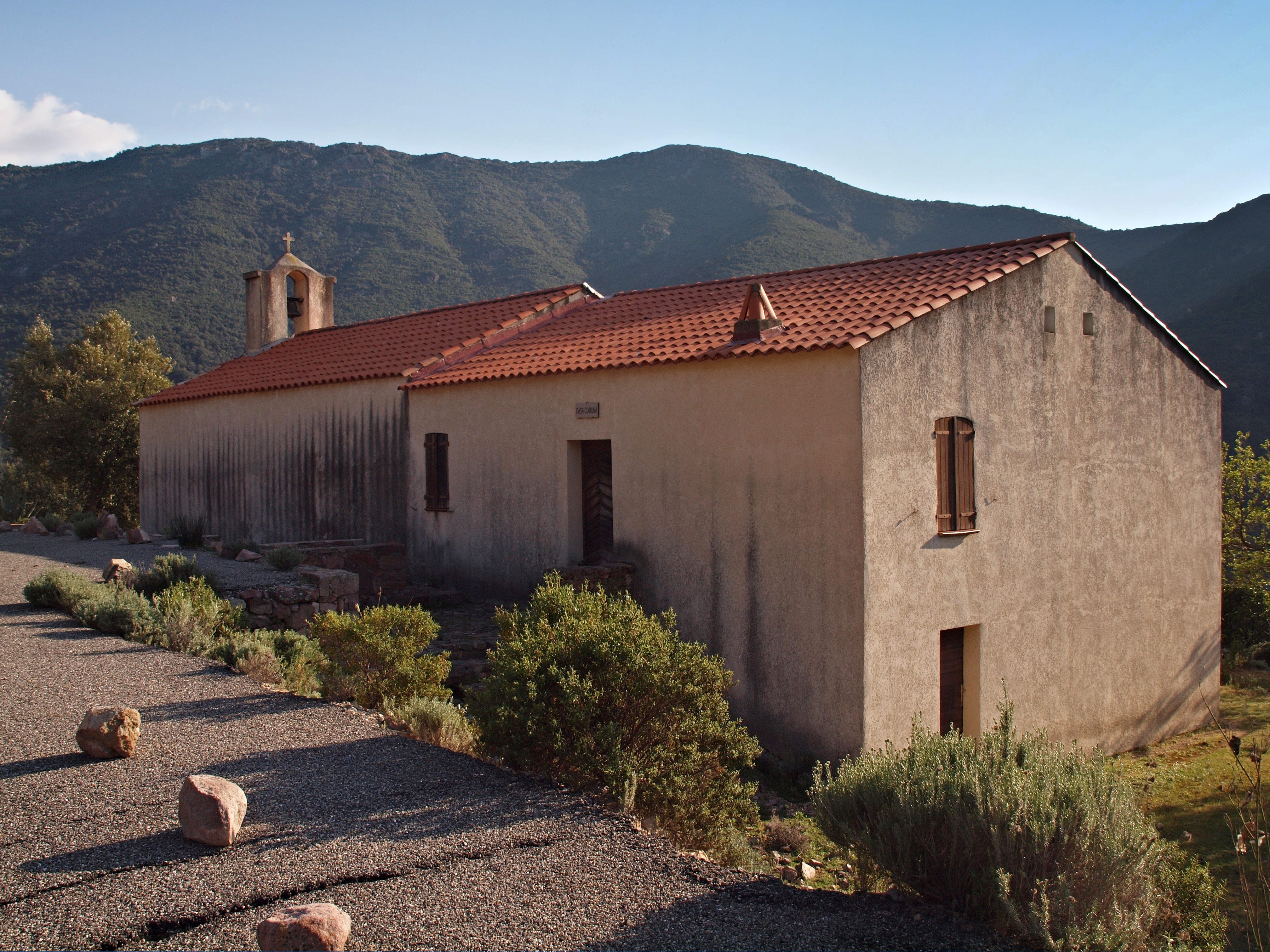
Santa Lucia, l'annexe de la mairie
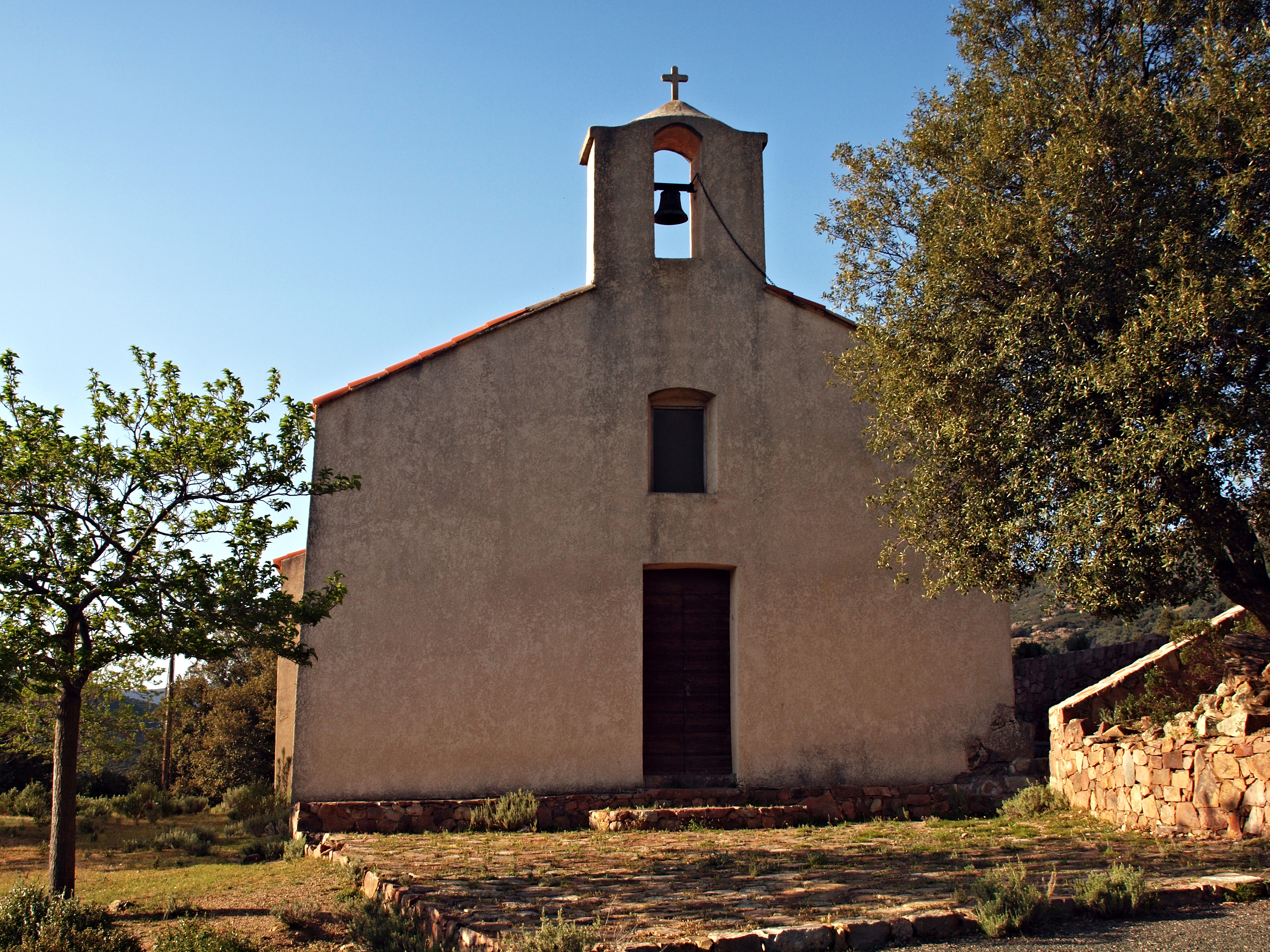
Église Santa Lucia

### Patrimoine culturel

#### Casa Marina

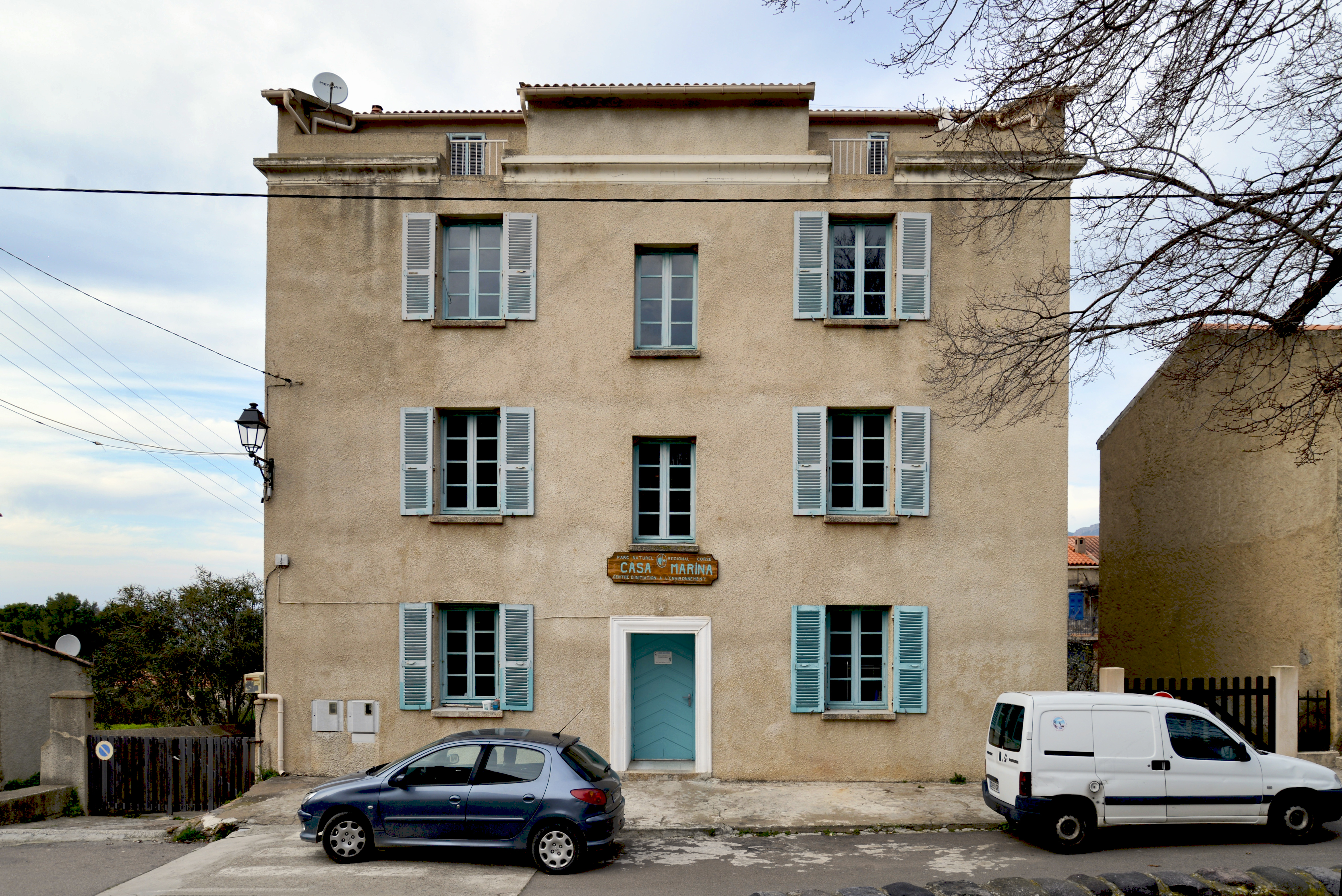
La Casa Marina

Installée dans le centre du village de Galéria, à quelque 200 m du port, la Casa Marina est une structure d'accueil et d'hébergement offrant des séjours nature à caractère pédagogique : découverte, apprentissage et approfondissement des connaissances du milieu littoral et marin autour de la Réserve de Scandola, du site naturel protégé de la Vallée du Fango Riciniccia à l'embouchure du Fango, de l'yeuseraie de Piriu et de la Vallée du Fango déclarée réserve mondiale de biosphère par l'UNESCO. Gérée par le parc naturel régional de Corse, cette structure d'une capacité d'accueil de 36 places est agréée par le ministère de l'Éducation Nationale et déclarée auprès de celui de la Jeunesse et des Sports.

#### Casa di i Pueti
L'ancienne école primaire de Prezzuna abrite désormais A Casa di i Pueti (Maison des Poètes) dédiée à Peppu Flori et Pampasgiolu di l'Acquale, deux illustres poètes corses du XXe siècle, originaires du Niolo. À l'arrière du bâtiment qui est accolé à l'église Sainte Lucie, se situe une annexe de la mairie de Galéria.

### Patrimoine naturel

#### Réserve naturelle de Scandola
Elle est située à la fois sur Osani et sur Galéria, au sud de la commune. Elle a été déclarée patrimoine mondial de l'humanité par l'UNESCO. En période estivale et par beau temps, du port de Galéria partent des bateaux d'excursion pour Scandola.

#### Réserve de biosphère de la Vallée du Fango

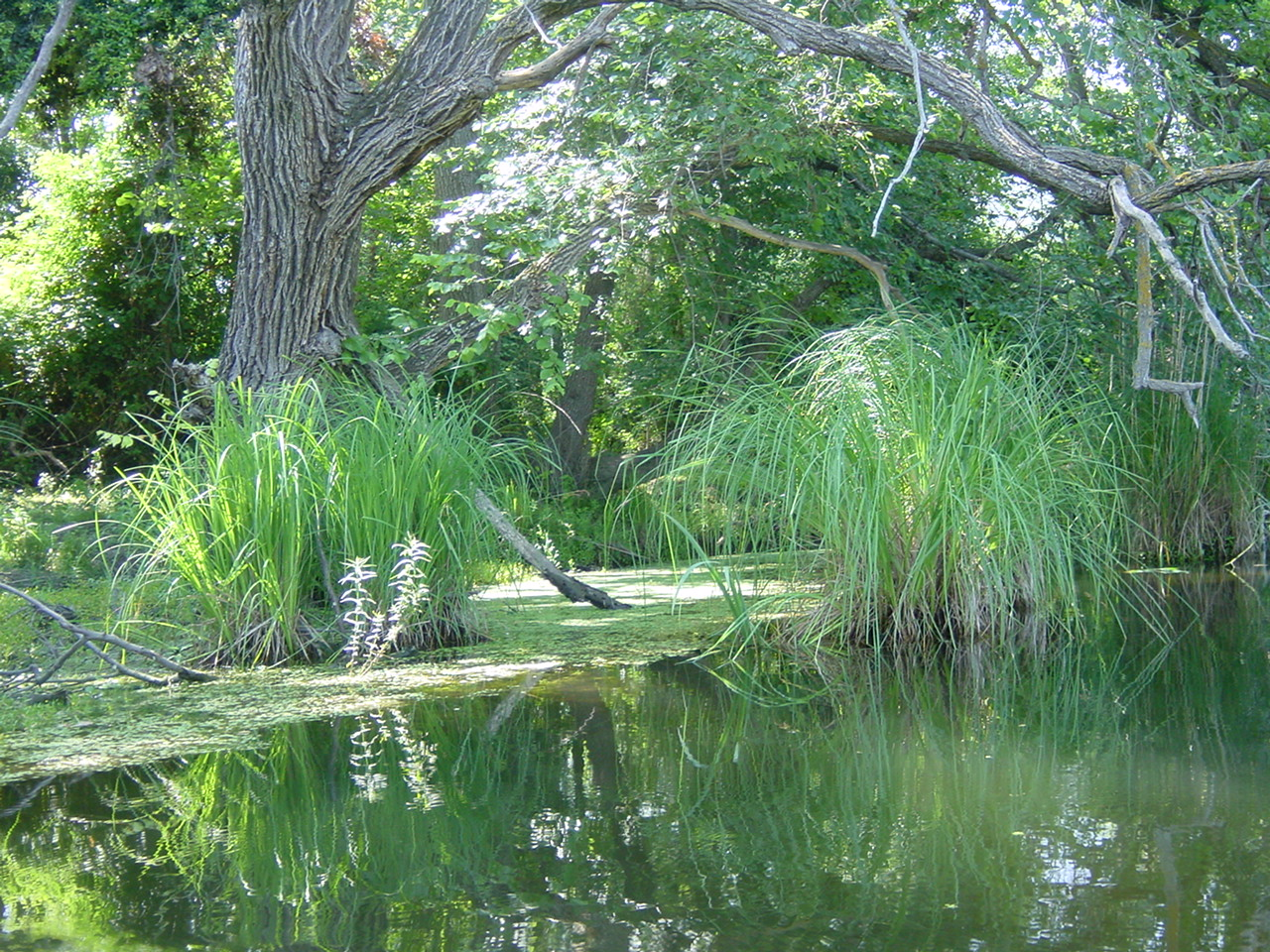
Mangrove de Galeria

Deux communes, Galéria et Manso, sont situées dans la zone centrale de la réserve de biosphère. Néanmoins la réserve de biosphère fait partie de la liste des espaces protégés et gérés dans les neuf communes suivantes : Albertacce, Asco, Calenzana, Évisa, Galéria, Manso, Osani, Partinello et Serriera (Cf. les fiches de ces communes sur le site de l'INPN).

#### Réserve biologique domaniale intégrale
La commune possède une réserve biologique de 77,9 ha nommée Malazanca (FR2400097), déclarée le 7 août 1988.

#### Rivière et Vallée du Fango
Galéria partage avec Manso et Calenzana le site Natura 2000 appelé « Rivière et Vallée du Fango ». Le site  a une surface de 18 963 hectares sur les 26 825 hectares de la vallée.
Le site d’intérêt communautaire englobe une magnifique rivière méditerranéenne dans l’intégralité de son bassin versant, le Fango, dont les eaux, de bonne qualité, abritent une faune diversifiée (les cinq zones écologiques caractéristiques des cours d'eau sont représentées).

#### Riciniccia

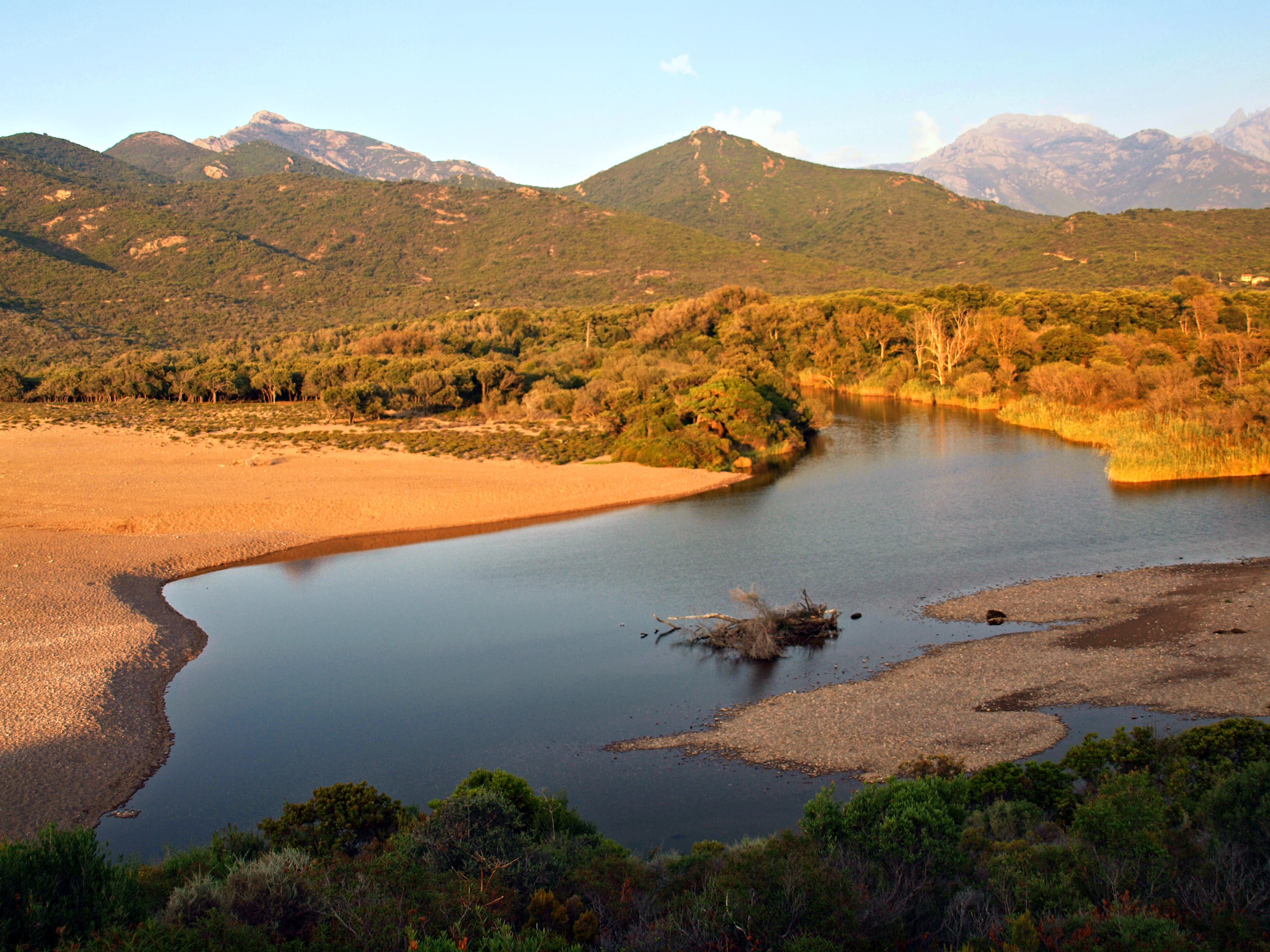
Delta du Fango.

Il est un site naturel protégé à l'embouchure du Fango d'une superficie de 116 ha, propriété du Conservatoire du littoral.

#### Scandula du Conservatoire du littoral
Galéria partage avec Osani des terrains acquis (502 ha) par le Conservatoire du littoral dans la presqu'île de Scandola.

#### ZNIEFF
La commune est concernée par six zones naturelles d'intérêt écologique, faunistique et floristique de 2e génération :
Chênaie verte du bassin du FangoLes communes de Galéria et de Manso se partagent la zone d'une superficie de 4 538 ha. Les formations boisées s'étendent principalement sur la rive gauche du fleuve entre 100 et 1 500 mètres, en situation d'ubac. La limite occidentale est matérialisée par le col de Palmarella et à l'est par le col de Capronale. La zone concernée comprend également deux autres secteurs séparés : la haute vallée de Prezzuna (Luca) d'une part et les bords de la Cavicchia d’autre part. La végétation arborée est dominée largement par le chêne vert qui est présent sous différents stades.
Côte rocheuse et falaises maritimes de punta Ciuttone et punta FerraghjolaLe site de la Punta Ciuttone est localisé sur la côte rocheuse occidentale au nord de Galéria. Il s'étend sur environ huit kilomètres entre la plage de Galeria et la Baie de Crovani. La zone est limitée à l’est par la route D81b, sauf au niveau du vallon de Dispensa qu’elle englobe.
Crêtes et hauts versants asylvatiques du monte CintoCette vaste ZNIEFF qui concerne 16 communes, comprend l'ensemble du haut massif du Cinto.
Delta du FangoLa zone est située sur la côte, entre la baie de Calvi au nord et le golfe de Porto au sud. Il s'agit d'un estuaire classique, exutoire du Fango qui prend sa source dans l'étage montagnard et conserve un écoulement permanent dans sa partie la plus aval. La présence d'un large cordon littoral formé de sable et de galets, permet le maintien d'un système potamique (plan d'eau à écoulement lent) que l'on retrouve au débouché de certains fleuves corses comme l'Ostriconi.
Maquis du bassin du FangoCe sont 9 678 ha de maquis couvrant 3 communes, représentant le bassin du Fango, entre 10 et 1 000 mètres d'altitude.
Punta Validori-Punta di StolluLa zone est située à l’ouest du village de Galéria. Elle a une superficie de 312 ha.

### Personnalités liées à la commune
- Michel Claude Weis (?-2021), archéologue qui a participé à des découvertes majeures de l'histoire de l'archéologie de Corse y est mort[41].